# Qualificações para o Campeonato Europeu de Futebol de 2016

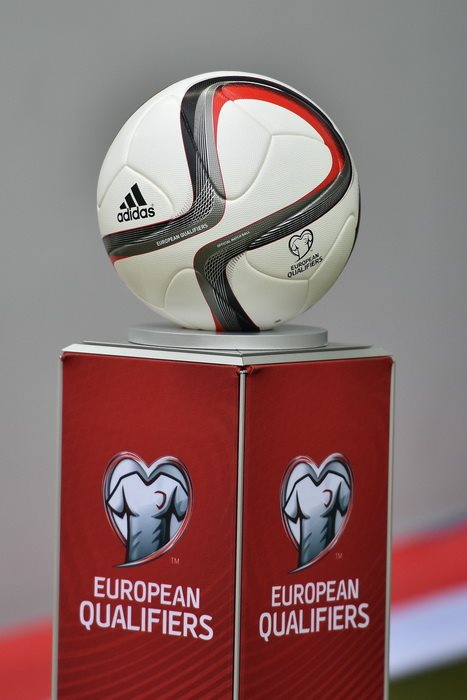

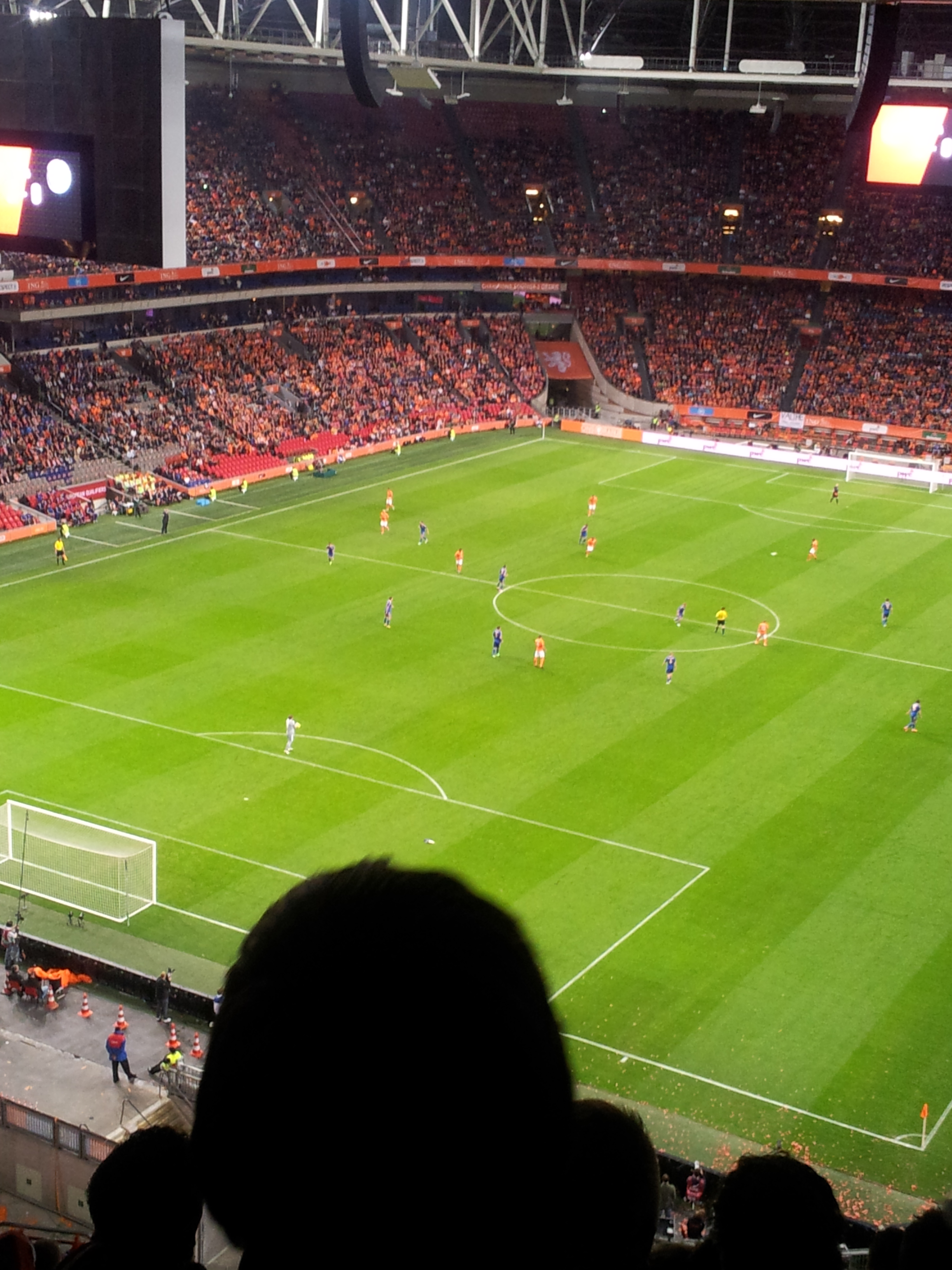
Partida entre Países Baixos e Cazaquistão, válido pelo grupo A, na Amsterdam Arena

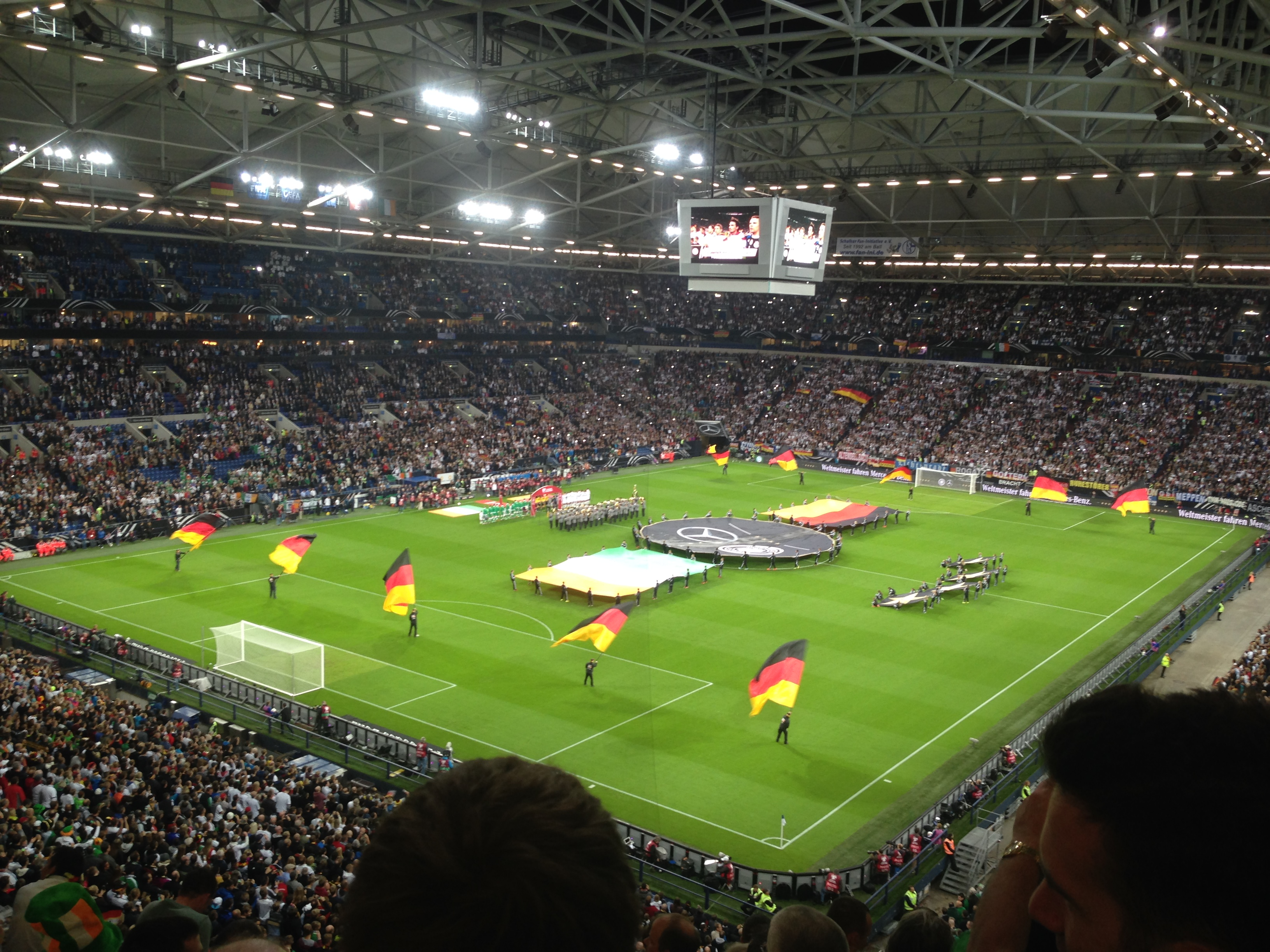
Partida entre Alemanha e Irlanda, válida pelo grupo D, na Veltins-Arena

A Qualificação para o Campeonato Europeu de Futebol de 2016 Foi uma competição de futebol na qual se definiram 23 seleções que iriam participar no Campeonato Europeu de Futebol de 2016, juntamente com a França, país sede. Foi iniciada a 7 de setembro de 2014 e conclui-se a 13 de outubro de 2015. O sorteio dos grupos ocorreu no dia 23 de fevereiro de 2014. Esta edição Foi disputada por 53 seleções nacionais parceiras da UEFA, incluindo o novo membro, Gibraltar.

## Calendário
O calendário de rodadas:
| Rodada                         | Data                      |
| ------------------------------ | ------------------------- |
| Rodada 1                       | 7–9 de setembro de 2014   |
| Rodada 2                       | 9–11 de outubro de 2014   |
| Rodada 3                       | 12–14 de outubro de 2014  |
| Rodada 4                       | 14–16 de novembro de 2014 |
| Rodada 5                       | 27–29 de março de 2015    |
| Rodada 6                       | 12–14 de junho de 2015    |
| Rodada 7                       | 3–5 de setembro de 2015   |
| Rodada 8                       | 6–8 de setembro de 2015   |
| Rodada 9                       | 8–10 de outubro de 2015   |
| Rodada 10                      | 11–13 de outubro de 2015  |
| Repescagem– partidas de ida    | 12–14 de novembro de 2015 |
| Repescagem – partidas de volta | 15–17 de novembro de 2015 |

## Definição dos potes do sorteio
24 de janeiro de 2014.
8 grupos estariam com as presentes 6 equipas e 1 com 5,sendo que 2 melhores do grupo estariam qualificadas para a Eurocopa
| Pote 1               | Pote 1 | Pote 1 |
| Seleções             | Coef   | Rank   |
| -------------------- | ------ | ------ |
| Espanha              | 42,158 | 1      |
| Alemanha             | 41,366 | 2      |
| Países Baixos        | 38,541 | 3      |
| Itália               | 35,343 | 4      |
| Inglaterra           | 34,885 | 5      |
| Portugal             | 34,314 | 6      |
| Grécia               | 33,540 | 7      |
| Rússia               | 32,946 | 8      |
| Bósnia e Herzegovina | 31,416 | 9      |

| Pote 2    | Pote 2 | Pote 2 |
| Seleções  | Coef   | Rank   |
| --------- | ------ | ------ |
| Ucrânia   | 31,156 | 10     |
| Croácia   | 30,652 | 11     |
| Suécia    | 30,111 | 12     |
| Dinamarca | 29,660 | 13     |
| Suíça     | 29,572 | 14     |
| Bélgica   | 28,732 | 15     |
| Tchéquia  | 28,234 | 16     |
| Hungria   | 27,802 | 17     |
| Irlanda   | 26,733 | 18     |

| Pote 3     | Pote 3 | Pote 3 |
| Seleções   | Coef   | Rank   |
| ---------- | ------ | ------ |
| Sérvia     | 25,985 | 19     |
| Turquia    | 25,955 | 20     |
| Eslovênia  | 25,834 | 21     |
| Israel     | 25,442 | 22     |
| Noruega    | 25,341 | 23     |
| Eslováquia | 25,333 | 24     |
| Romênia    | 25,038 | 25     |
| Áustria    | 24,572 | 26     |
| Polónia    | 23,095 | 27     |

| Pote 4        | Pote 4 | Pote 4 |
| Seleções      | Coef   | Rank   |
| ------------- | ------ | ------ |
| Montenegro    | 22,991 | 28     |
| Armênia       | 22,861 | 29     |
| Escócia       | 22,234 | 30     |
| Finlândia     | 22,001 | 31     |
| Letónia       | 20,771 | 32     |
| País de Gales | 20,551 | 33     |
| Bulgária      | 20,391 | 34     |
| Estónia       | 19,988 | 35     |
| Bielorrússia  | 19,646 | 36     |

| Pote 5             | Pote 5 | Pote 5 |
| Seleções           | Coef   | Rank   |
| ------------------ | ------ | ------ |
| Islândia           | 19,243 | 37     |
| Irlanda do Norte   | 19,201 | 38     |
| Albânia            | 19,151 | 39     |
| Lituânia           | 19,026 | 40     |
| Moldávia           | 18,301 | 41     |
| Macedônia do Norte | 17,376 | 42     |
| Azerbaijão         | 16,901 | 43     |
| Geórgia            | 16,766 | 44     |
| Chipre             | 14,235 | 45     |

| Pote 6        | Pote 6 | Pote 6 |
| Seleções      | Coef   | Rank   |
| ------------- | ------ | ------ |
| Luxemburgo    | 14,050 | 46     |
| Cazaquistão   | 13,961 | 47     |
| Liechtenstein | 12,220 | 48     |
| Ilhas Faroé   | 11,751 | 49     |
| Malta         | 10,740 | 50     |
| Andorra       | 8,560  | 51     |
| São Marino    | 7,420  | 52     |
| Gibraltar     | 0      | 53     |

## Fase de grupos
Os dois primeiros colocados de cada grupo classificam-se diretamente para o Campeonato Europeu de Futebol de 2016.
|  | Equipes qualificadas para o Campeonato Europeu de Futebol de 2016 |
|  | Equipes classificadas para a Repescagem                           |
|  | Equipes eliminadas                                                |

### Grupo A
| Pos | Equipe        | Pts | J  | V | E | D | GP | GC | SG  | Classificado                     |  | CZE | ISL | TUR | NED | KAZ | LVA |
| --- | ------------- | --- | -- | - | - | - | -- | -- | --- | -------------------------------- |  | --- | --- | --- | --- | --- | --- |
| 1   | Tchéquia      | 22  | 10 | 7 | 1 | 2 | 19 | 14 | +5  | Qualificado para o Eurocopa 2016 |  | —   | 2–1 | 0–2 | 2–1 | 2–1 | 1–1 |
| 2   | Islândia      | 20  | 10 | 6 | 2 | 2 | 17 | 6  | +11 | Qualificado para o Eurocopa 2016 |  | 2–1 | —   | 3–0 | 2–0 | 0–0 | 2–2 |
| 3   | Turquia       | 18  | 10 | 5 | 3 | 2 | 14 | 9  | +5  | Qualificado para o Eurocopa 2016 |  | 1–2 | 1–0 | —   | 3–0 | 3–1 | 1–1 |
| 4   | Países Baixos | 13  | 10 | 4 | 1 | 5 | 17 | 14 | +3  | Eliminado                        |  | 2–3 | 0–1 | 1–1 | —   | 3–1 | 6–0 |
| 5   | Cazaquistão   | 5   | 10 | 1 | 2 | 7 | 7  | 18 | −11 | Eliminado                        |  | 2–4 | 0–3 | 0–1 | 1–2 | —   | 0–0 |
| 6   | Letónia       | 5   | 10 | 0 | 5 | 5 | 6  | 19 | −13 | Eliminado                        |  | 1–2 | 0–3 | 1–1 | 0–2 | 0–1 | —   |

1. 1 2  Pontos de confronto direto: Cazaquistão 4, Letônia 1.

| 9 de setembro de 2014 | Cazaquistão | 0 – 0     | Letónia | Astana Arena, Astana                       |
| 22:00 (UTC+6)         |             | Relatório |         | Público: 10 200 Árbitro: SVK Ivan Kružliak |

| 9 de setembro de 2014 | Tchéquia                 | 2 – 1     | Países Baixos | Generali Arena, Praga                        |
| 20:45 (UTC+2)         | Dočkal 22' · Pilař 90+1' | Relatório | de Vrij 55'   | Público: 17 946 Árbitro: ITA Gianluca Rocchi |

| 9 de setembro de 2014 | Islândia                                            | 3 – 0     | Turquia | Laugardalsvöllur, Reykjavík            |
| 18:45 (UTC+0)         | Böðvarsson 18' · G. Sigurðsson 76' · Sigþórsson 77' | Relatório |         | Público: 8 811 Árbitro: CRO Ivan Bebek |

| 10 de outubro de 2014 | Letónia | 0 – 3     | Islândia                                          | Estádio Skonto, Riga                             |
| 20:45 (UTC+3)         |         | Relatório | G. Sigurðsson 66' · Gunnarsson 77' · Gíslason 90' | Público: 6 354 Árbitro: AUT Robert Schörgenhofer |

| 10 de outubro de 2014 | Países Baixos                                      | 3 – 1     | Cazaquistão | Amsterdam Arena, Amesterdão            |
| 20:45 (UTC+2)         | Huntelaar 62' · Afellay 82' · van Persie 89' (pen) | Relatório | Abdulin 17' | Público: 45 000 Árbitro: SVN Matej Jug |

| 10 de outubro de 2014 | Turquia  | 1 – 2     | Tchéquia               | Estádio Şükrü Saraçoğlu, Istambul           |
| 20:45 (UTC+3)         | Bulut 8' | Relatório | Sivok 15' · Dočkal 58' | Público: 25 000 Árbitro: SWE Jonas Eriksson |

| 13 de outubro de 2014 | Cazaquistão           | 2 – 4     | Tchéquia                                         | Astana Arena, Astana                            |
| 22:00 (UTC+6)         | Logvinenko 84', 90+1' | Relatório | Dočkal 13' · Lafata 44' · Krejčí 56' · Necid 88' | Público: 24 000 Árbitro: FIN Mattias Gestranius |

| 13 de outubro de 2014 | Islândia                     | 2 – 0     | Países Baixos | Laugardalsvöllur, Reykjavík                          |
| 20:45 (UTC+1)         | G. Sigurðsson 10' (pen), 42' | Relatório |               | Público: 10 000 Árbitro: ESP Carlos Velasco Carballo |

| 13 de outubro de 2014 | Letónia          | 1 – 1     | Turquia  | Estádio Skonto, Riga                     |
| 21:45 (UTC+3)         | Šabala 54' (pen) | Relatório | Kısa 47' | Público: 6 432 Árbitro: SCO Bobby Madden |

| 16 de novembro de 2014 | Países Baixos                                                    | 6 – 0     | Letónia | Amsterdam Arena, Amsterdã                |
| 18:00 (UTC+1)          | van Persie 6' · Robben 35', 82' · Huntelaar 42', 89' · Bruma 78' | Relatório |         | Público: 47 500 Árbitro: ISR Liran Liany |

| 16 de novembro de 2014 | Tchéquia                          | 2 – 1     | Islândia         | Doosan Arena, Plzeň                         |
| 20:45 (UTC+1)          | Kadeřábek 45+1' · Halldórsson 61' | Relatório | R. Sigurðsson 9' | Público: 11 354 Árbitro: GER Wolfgang Stark |

| 16 de novembro de 2014 | Turquia                          | 3 – 1     | Cazaquistão      | Türk Telekom Arena, Istambul               |
| 21:45 (UTC+2)          | Yılmaz 26' (pen), 29' · Aziz 83' | Relatório | Smakov 87' (pen) | Público: 27 549 Árbitro: RUS Aleksei Eskov |

| 28 de março de 2015 | Cazaquistão | 0 – 3     | Islândia                              | Astana Arena, Astana                            |
| 21:00 (UTC+6)       |             | Relatório | Guðjohnsen 20' · Bjarnason 32', 90+1' | Público: 13 182 Árbitro: GRE Tasos Sidiropoulos |

| 28 de março de 2015 | Tchéquia  | 1 – 1     | Letónia       | Eden Arena, Praga                           |
| 18:00 (UTC+1)       | Pilař 90' | Relatório | Višņakovs 30' | Público: 13 722 Árbitro: ESP Javier Estrada |

| 28 de março de 2015 | Países Baixos   | 1 – 1     | Turquia    | Amsterdam Arena, Amsterdã                |
| 20:45 (UTC+1)       | Huntelaar 90+2' | Relatório | Yılmaz 37' | Público: 49 500 Árbitro: GER Felix Brych |

| 12 de junho de 2015 | Cazaquistão | 0 – 1     | Turquia   | Estádio Central, Almaty                     |
| 22:00 (UTC+6)       |             | Relatório | Turan 83' | Público: 25 125 Árbitro: ENG Michael Oliver |

| 12 de junho de 2015 | Islândia                       | 2 – 1     | Tchéquia   | Laugardalsvöllur, Reykjavík                |
| 18:45 (UTC+0)       | Gunnarson 60' · Sigþórsson 76' | Relatório | Dočkal 55' | Público: 9 767 Árbitro: SCO William Collum |

| 12 de junho de 2015 | Letónia | 0 – 2     | Países Baixos                | Estádio Skonto, Riga                          |
| 21:45 (UTC+3)       |         | Relatório | Wijnaldum 67' · Narsingh 71' | Público: 8 067 Árbitro: NOR Svein Oddvar Moen |

| 3 de setembro de 2015 | Tchéquia       | 2 – 1     | Cazaquistão    | Doosan Arena, Plzeň                               |
| 20:45 (UTC+2)         | Škoda 74', 86' | Relatório | Logvinenko 21' | Público: 10 572 Árbitro: SWE Martin Strömbergsson |

| 3 de setembro de 2015 | Países Baixos | 0 – 1     | Islândia             | Amsterdam Arena, Amsterdã                  |
| 20:45 (UTC+2)         |               | Relatório | Sigurðsson 51' (pen) | Público: 50 275 Árbitro: SRB Milorad Mažić |

| 3 de setembro de 2015 | Turquia  | 1 – 1     | Letónia      | Torku Arena, Cônia                              |
| 21:45 (UTC+3)         | İnan 77' | Relatório | Šabala 90+1' | Público: 35 900 Árbitro: SWE Stefan Johannesson |

| 6 de setembro de 2015 | Letónia     | 1 – 2     | Tchéquia                   | Estádio Skonto, Riga                      |
| 19:00 (UTC+3)         | Zjuzins 73' | Relatório | Limberský 13' · Darida 25' | Público: 7 913 Árbitro: GER Deniz Aytekin |

| 6 de setembro de 2015 | Turquia                             | 3 – 0     | Países Baixos | Torku Arena, Cônia                               |
| 19:00 (UTC+3)         | Özyakup 8' · Turan 26' · Yılmaz 86' | Relatório |               | Público: 41 007 Árbitro: ESP Antonio Mateu Lahoz |

| 6 de setembro de 2015 | Islândia | 0 – 0     | Cazaquistão | Laugardalsvöllur, Reykjavík                   |
| 18:45 (UTC+0)         |          | Relatório |             | Público: 9 767 Árbitro: UKR Yevhen Aranovskiy |

| 10 de outubro de 2015 | Islândia                       | 2 – 2     | Letónia                | Laugardalsvöllur, Reykjavík               |
| 16:00 (UTC+0)         | Sigþórsson 5' · Sigurðsson 27' | Relatório | Cauna 49' · Šabala 68' | Público: 9 767 Árbitro: RUS Aleksei Eskov |

| 10 de outubro de 2015 | Cazaquistão | 1 – 2     | Países Baixos                | Astana Arena, Astana                        |
| 22:00 (UTC+6)         | Kuat 90+6'  | Relatório | Wijnaldum 33' · Sneijder 50' | Público: 20 716 Árbitro: FRA Clément Turpin |

| 10 de outubro de 2015 | Tchéquia | 0 – 2     | Turquia                         | Generali Arena, Praga                        |
| 20:45 (UTC+2)         |          | Relatório | İnan 62' (pen) · Çalhanoğlu 79' | Público: 17 190 Árbitro: ENG Martin Atkinson |

| 13 de outubro de 2015 | Letónia | 0 – 1     | Cazaquistão | Estádio Skonto, Riga                      |
| 21:45 (UTC+3)         |         | Relatório | Kuat 65'    | Público: 7 027 Árbitro: SCO Steven McLean |

| 13 de outubro de 2015 | Países Baixos                  | 2 – 3     | Tchéquia                                   | Amsterdam Arena, Amsterdã                  |
| 20:45 (UTC+2)         | Huntelaar 70' · van Persie 83' | Relatório | Kadeřábek 24' · Šural 35' · van Persie 70' | Público: 48 000 Árbitro: SVN Damir Skomina |

| 13 de outubro de 2015 | Turquia  | 1 – 0     | Islândia | Torku Arena, Cônia                           |
| 21:45 (UTC+3)         | İnan 89' | Relatório |          | Público: 39 404 Árbitro: ITA Gianluca Rocchi |

### Grupo B
| Pos | Equipe               | Pts | J  | V | E | D  | GP | GC | SG  | Classificado                     |  | BEL | WAL | BIH | ISR | CYP | AND |
| --- | -------------------- | --- | -- | - | - | -- | -- | -- | --- | -------------------------------- |  | --- | --- | --- | --- | --- | --- |
| 1   | Bélgica              | 23  | 10 | 7 | 2 | 1  | 24 | 5  | +19 | Qualificado para o Eurocopa 2016 |  | —   | 0–0 | 3–1 | 3–1 | 5–0 | 6–0 |
| 2   | País de Gales        | 21  | 10 | 6 | 3 | 1  | 11 | 4  | +7  | Qualificado para o Eurocopa 2016 |  | 1–0 | —   | 0–0 | 0–0 | 2–1 | 2–0 |
| 3   | Bósnia e Herzegovina | 17  | 10 | 5 | 2 | 3  | 17 | 12 | +5  | Avança para a repescagem         |  | 1–1 | 2–0 | —   | 3–1 | 1–2 | 3–0 |
| 4   | Israel               | 13  | 10 | 4 | 1 | 5  | 16 | 14 | +2  | Eliminado                        |  | 0–1 | 0–3 | 3–0 | —   | 1–2 | 4–0 |
| 5   | Chipre               | 12  | 10 | 4 | 0 | 6  | 16 | 17 | −1  | Eliminado                        |  | 0–1 | 0–1 | 2–3 | 1–2 | —   | 5–0 |
| 6   | Andorra              | 0   | 10 | 0 | 0 | 10 | 4  | 36 | −32 | Eliminado                        |  | 1–4 | 1–2 | 0–3 | 1–4 | 1–3 | —   |

| 9 de setembro de 2014 | Andorra       | 1 – 2     | País de Gales | Estadi Nacional, Andorra-a-Velha          |
| 20:45 (UTC+2)         | Lima 6' (pen) | Relatório | Bale 22', 81' | Público: 3 150 Árbitro: SVN Slavko Vinčić |

| 9 de setembro de 2014 | Bósnia e Herzegovina | 1 – 2     | Chipre             | Bilino Polje, Zenica                           |
| 20:45 (UTC+2)         | Ibišević 6'          | Relatório | Christofi 45', 73' | Público: 12 100 Árbitro: UKR Yevhen Aranovskiy |

| 10 de outubro de 2014 | Bélgica                                                              | 6 – 0     | Andorra | Estádio Rei Baudouin, Bruxelas            |
| 20:45 (UTC+2)         | De Bruyne 31', 34' (pen) · Chadli 37' · Origi 59' · Mertens 65', 68' | Relatório |         | Público: 40 000 Árbitro: UKR Serhiy Boiko |

| 10 de outubro de 2014 | Chipre       | 1 – 2     | Israel                    | Estádio GSP, Nicósia                        |
| 21:45 (UTC+3)         | Makrides 67' | Relatório | Damari 38' · Ben Haim 45' | Público: 19 164 Árbitro: ITA Daniele Orsato |

| 10 de outubro de 2014 | País de Gales | 0 – 0     | Bósnia e Herzegovina | Cardiff City Stadium, Cardiff                     |
| 19:45 (UTC+1)         |               | Relatório |                      | Público: 30 741 Árbitro: RUS Vladislav Bezborodov |

| 13 de outubro de 2014 | Andorra        | 1 – 4     | Israel                                  | Estadi Nacional, Andorra-a-Velha         |
| 20:45 (UTC+2)         | Lima 15' (pen) | Relatório | Damari 3', 41', 82' · Hemed 90+6' (pen) | Público: 800 Árbitro: ROU Cristian Balaj |

| 13 de outubro de 2014 | Bósnia e Herzegovina | 1 – 1     | Bélgica        | Bilino Polje, Zenica                    |
| 20:45 (UTC+2)         | Džeko 28'            | Relatório | Nainggolan 51' | Público: 12 000 Árbitro: ITA Luca Banti |

| 13 de outubro de 2014 | País de Gales                   | 2 – 1     | Chipre    | Cardiff City Stadium, Cardiff             |
| 19:45 (UTC+1)         | Cotterill 13' · Robson-Kanu 23' | Relatório | Laban 36' | Público: 21 273 Árbitro: GER Manuel Gräfe |

| 16 de novembro de 2014 | Bélgica | 0 – 0     | País de Gales | Estádio Rei Baudouin, Bruxelas              |
| 18:00 (UTC+1)          |         | Relatório |               | Público: 41 535 Árbitro: CZE Pavel Královec |

| 16 de novembro de 2014 | Chipre                                                | 5 – 0     | Andorra | Estádio GSP, Nicósia                         |
| 19:00 (UTC+2)          | Merkis 9' · Efrem 31', 42', 60' · Christofi 87' (pen) | Relatório |         | Público: 6 078 Árbitro: ENG Mark Clattenburg |

| 16 de novembro de 2014 | Israel                                 | 3 – 0     | Bósnia e Herzegovina | Estádio Sammy Ofer, Haifa                        |
| 21:45 (UTC+2)          | Vermouth 36' · Damari 45' · Zahavi 70' | Relatório |                      | Público: 28 300 Árbitro: ESP Antonio Mateu Lahoz |

| 28 de março de 2015 | Israel | 0 – 3     | País de Gales                | Estádio Sammy Ofer, Haifa                  |
| 20:00 (UTC+3)       |        | Relatório | Ramsey 45+1' · Bale 50', 77' | Público: 30 200 Árbitro: SRB Milorad Mažić |

| 28 de março de 2015 | Andorra | 0 – 3     | Bósnia e Herzegovina | Estadi Nacional, Andorra-a-Velha       |
| 20:45 (UTC+1)       |         | Relatório | Džeko 13', 49', 62'  | Público: 2 498 Árbitro: HUN István Vad |

| 28 de março de 2015 | Bélgica                                                      | 5 – 0     | Chipre | Estádio Rei Baudouin, Bruxelas              |
| 20:45 (UTC+1)       | Fellaini 21', 66' · Benteke 35' · Hazard 67' · Batshuayi 80' | Relatório |        | Público: 45 213 Árbitro: ROU Ovidiu Haţegan |

| 31 de março de 2015[A] | Israel | 0 – 1     | Bélgica     | Estádio Teddy Kollek, Jerusalém               |
| 21:45 (UTC+3)          |        | Relatório | Fellaini 9' | Público: 29 750 Árbitro: ENG Mark Clattenburg |

| 12 de junho de 2015 | Andorra         | 1 – 3     | Chipre                | Estadi Nacional, Andorra-a-Velha        |
| 20:45 (UTC+2)       | Dossa Júnior 2' | Relatório | Mitidis 13', 45', 53' | Público: 1 054 Árbitro: GER Tobias Welz |

| 12 de junho de 2015 | Bósnia e Herzegovina               | 3 – 1     | Israel           | Bilino Polje, Zenica                      |
| 20:45 (UTC+2)       | Višća 42', 75' · Džeko 45+2' (pen) | Relatório | Tal Ben Haim 41' | Público: 12 100 Árbitro: FRA Ruddy Buquet |

| 12 de junho de 2015 | País de Gales | 1 – 0     | Bélgica | Cardiff City Stadium, Cardiff            |
| 19:45 (UTC+1)       | Bale 25'      | Relatório |         | Público: 33 280 Árbitro: GER Felix Brych |

| 3 de setembro de 2015 | Bélgica                                         | 3 – 1     | Bósnia e Herzegovina | Estádio Rei Baudouin, Bruxelas               |
| 20:45 (UTC+2)         | Fellaini 23' · De Bruyne 44' · Hazard 78' (pen) | Relatório | Džeko 15'            | Público: 42 975 Árbitro: POR Manuel De Sousa |

| 3 de setembro de 2015 | Chipre | 0 – 1     | País de Gales | Estádio GSP, Nicósia                          |
| 21:45 (UTC+3)         |        | Relatório | Bale 82'      | Público: 14 492 Árbitro: POL Szymon Marciniak |

| 3 de setembro de 2015 | Israel                                                | 4 – 0     | Andorra | Estádio Sammy Ofer, Haifa                 |
| 21:45 (UTC+3)         | Zahavi 3' · Bitton 22' · Hemed 26' (pen) · Dabbur 38' | Relatório |         | Público: 22 650 Árbitro: HUN Tamás Bognar |

| 6 de setembro de 2015 | País de Gales | 0 – 0     | Israel | Cardiff City Stadium, Cardiff           |
| 17:00 (UTC+1)         |               | Relatório |        | Público: 32 653 Árbitro: CRO Ivan Bebek |

| 6 de setembro de 2015 | Bósnia e Herzegovina                 | 3 – 0     | Andorra | Bilino Polje, Zenica                      |
| 20:45 (UTC+2)         | Bičakčić 14' · Džeko 30' · Lulić 45' | Relatório |         | Público: 6 830 Árbitro: NIR Arnold Hunter |

| 6 de setembro de 2015 | Chipre | 0 – 1     | Bélgica    | Estádio GSP, Nicósia                              |
| 21:45 (UTC+3)         |        | Relatório | Hazard 86' | Público: 11 866 Árbitro: RUS Vladislav Bezborodov |

| 10 de outubro de 2015 | Andorra        | 1 – 4     | Bélgica                                                          | Estadi Nacional, Andorra-a-Velha      |
| 20:45 (UTC+2)         | Lima 51' (pen) | Relatório | Nainggolan 19' · De Bruyne 42' · Hazard 56' (pen) · Depoitre 64' | Público: 3 032 Árbitro: POL Pawel Gil |

| 10 de outubro de 2015 | Bósnia e Herzegovina     | 2 – 0     | País de Gales | Bilino Polje, Zenica                         |
| 20:45 (UTC+2)         | Đurić 71' · Ibišević 90' | Relatório |               | Público: 10 250 Árbitro: ESP Alberto Undiano |

| 10 de outubro de 2015 | Israel     | 1 – 2     | Chipre                           | Estádio Teddy Kollek, Jerusalém              |
| 21:45 (UTC+3)         | Bitton 76' | Relatório | Dossa Júnior 58' · Demetriou 80' | Público: 25 300 Árbitro: POR Manuel De Sousa |

| 13 de outubro de 2015 | Bélgica                                  | 3 – 1     | Israel    | Estádio Rei Baudouin, Bruxelas                  |
| 20:45 (UTC+2)         | Mertens 64' · De Bruyne 78' · Hazard 84' | Relatório | Hemed 88' | Público: 39 773 Árbitro: GRE Tasos Sidiropoulos |

| 13 de outubro de 2015 | Chipre                          | 2 – 3     | Bósnia e Herzegovina            | Estádio GSP, Nicósia                        |
| 21:45 (UTC+3)         | Charalambidis 32' · Mitidis 41' | Relatório | Medunjanin 13', 44' · Đurić 67' | Público: 17 687 Árbitro: ENG Anthony Taylor |

| 13 de outubro de 2015 | País de Gales         | 2 – 0     | Andorra | Cardiff City Stadium, Cardiff           |
| 19:45 (UTC+1)         | Ramsey 50' · Bale 86' | Relatório |         | Público: 33 280 Árbitro: NED Kevin Blom |

Notas
- A. ^ : O encontro entre Israel e Bélgica, originalmente marcado para 9 de setembro de 2014, foi adiado para 31 de março de 2015 devido a Operação Militar de Israel na Faixa de Gaza.[5]

### Grupo C
| Pos | Equipe             | Pts | J  | V | E | D | GP | GC | SG  | Classificado                     |  | ESP | SVK | UKR | BLR | LUX | MKD |
| --- | ------------------ | --- | -- | - | - | - | -- | -- | --- | -------------------------------- |  | --- | --- | --- | --- | --- | --- |
| 1   | Espanha            | 27  | 10 | 9 | 0 | 1 | 23 | 3  | +20 | Qualificado para o Eurocopa 2016 |  | —   | 2–0 | 1–0 | 3–0 | 4–0 | 5–1 |
| 2   | Eslováquia         | 22  | 10 | 7 | 1 | 2 | 17 | 8  | +9  | Qualificado para o Eurocopa 2016 |  | 2–1 | —   | 0–0 | 0–1 | 3–0 | 2–1 |
| 3   | Ucrânia            | 19  | 10 | 6 | 1 | 3 | 14 | 4  | +10 | Avança para a repescagem         |  | 0–1 | 0–1 | —   | 3–1 | 3–0 | 1–0 |
| 4   | Bielorrússia       | 11  | 10 | 3 | 2 | 5 | 8  | 14 | −6  | Eliminado                        |  | 0–1 | 1–3 | 0–2 | —   | 2–0 | 0–0 |
| 5   | Luxemburgo         | 4   | 10 | 1 | 1 | 8 | 6  | 27 | −21 | Eliminado                        |  | 0–4 | 2–4 | 0–3 | 1–1 | —   | 1–0 |
| 6   | Macedônia do Norte | 4   | 10 | 1 | 1 | 8 | 6  | 18 | −12 | Eliminado                        |  | 0–1 | 0–2 | 0–2 | 1–2 | 3–2 | —   |

1. 1 2  Empatados em confronto direto (3) e saldo de gols confronto direto (0). Golos frente a frente fora de casa: Luxemburgo 2, Macedónia 0.

| 8 de setembro de 2014 | Luxemburgo | 1 – 1     | Bielorrússia | Stade Josy Barthel, Luxemburgo                |
| 20:45 (UTC+2)         | Gerson 42' | Relatório | Drahun 78'   | Público: 3 265 Árbitro: LTU Gediminas Mažeika |

| 8 de setembro de 2014 | Espanha                                                                       | 5 – 1     | Macedônia do Norte | Estadi Ciutat de València, Valência                  |
| 20:45 (UTC+2)         | Ramos 16' (pen) · Paco Alcácer 17' · Busquets 45+3' · Silva 50' · Pedro 90+1' | Relatório | Ibraimi 28' (pen)  | Público: 18 553 Árbitro: GRE Anastasios Sidiropoulos |

| 8 de setembro de 2014 | Ucrânia | 0 – 1     | Eslováquia | Estádio Olímpico, Kiev                     |
| 21:45 (UTC+3)         |         | Relatório | Mak 17'    | Público: 38 454 Árbitro: SCO Craig Thomson |

| 9 de outubro de 2014 | Bielorrússia | 0 – 2     | Ucrânia                           | Borisov Arena, Borisov                      |
| 21:45 (UTC+3)        |              | Relatório | Martynovich 82' · Sydorchuk 90+3' | Público: 10 512 Árbitro: NED Pol van Boekel |

| 9 de outubro de 2014 | Macedônia do Norte                                    | 3 – 2     | Luxemburgo             | Estádio Felipe II da Macedônia, Escópia      |
| 20:45 (UTC+2)        | Trajkovski 20' · Jahović 66' (pen) · Abdurahimi 90+2' | Relatório | Bensi 39' · Turpel 44' | Público: 11 500 Árbitro: ITA Paolo Mazzoleni |

| 9 de outubro de 2014 | Eslováquia            | 2 – 1     | Espanha          | Štadión pod Dubňom, Žilina                |
| 20:45 (UTC+2)        | Kucka 17' · Stoch 87' | Relatório | Paco Alcácer 82' | Público: 9 478 Árbitro: NED Björn Kuipers |

| 12 de outubro de 2014 | Ucrânia         | 1 – 0     | Macedônia do Norte | Arena Lviv, Lviv                                  |
| 19:00 (UTC+3)         | Sydorchuk 45+2' | Relatório |                    | Público: 33 900 Árbitro: BEL Sébastien Delferiere |

| 12 de outubro de 2014 | Bielorrússia | 1 – 3     | Eslováquia                     | Borisov Arena, Borisov                     |
| 21:45 (UTC+3)         | Kalachev 79' | Relatório | Hamšík 65', 84' · Šesták 90+1' | Público: 4 500 Árbitro: BEL Serge Gumienny |

| 12 de outubro de 2014 | Luxemburgo | 0 – 4     | Espanha                                                     | Stade Josy Barthel, Luxemburgo        |
| 20:45 (UTC+2)         |            | Relatório | Silva 27' · Paco Alcácer 42' · Diego Costa 69' · Bernat 88' | Público: 8 500 Árbitro: POL Pawel Gil |

| 15 de novembro de 2014 | Luxemburgo | 0 – 3     | Ucrânia                  | Stade Josy Barthel, Luxemburgo                 |
| 18:00 (UTC+1)          |            | Relatório | Yarmolenko 33', 53', 56' | Público: 4 379 Árbitro: ISL Kristinn Jakobsson |

| 15 de novembro de 2014 | Macedônia do Norte | 0 – 2     | Eslováquia            | Estádio Felipe II da Macedônia, Escópia   |
| 20:45 (UTC+1)          |                    | Relatório | Kucka 25' · Nemec 38' | Público: 6 000 Árbitro: POR Pedro Proença |

| 15 de novembro de 2014 | Espanha                             | 3 – 0     | Bielorrússia | Estádio Nuevo Colombino, Huelva          |
| 20:45 (UTC+1)          | Isco 18' · Busquets 19' · Pedro 55' | Relatório |              | Público: 19 249 Árbitro: DEN Kenn Hansen |

| 27 de março de 2015 | Macedônia do Norte | 1 – 2     | Bielorrússia                  | Estádio Felipe II da Macedônia, Escópia    |
| 20:45 (UTC+1)       | Trajkovski 9'      | Relatório | Kalachev 44' · Kornilenko 82' | Público: 3 447 Árbitro: ENG Anthony Taylor |

| 27 de março de 2015 | Eslováquia                          | 3 – 0     | Luxemburgo | Štadión pod Dubňom, Žilina                 |
| 20:45 (UTC+1)       | Nemec 10' · Weiss 21' · Pekarík 40' | Relatório |            | Público: 9 524 Árbitro: SUI Stephan Studer |

| 27 de março de 2015 | Espanha    | 1 – 0     | Ucrânia | Estádio Ramón Sánchez Pizjuán, Sevilha    |
| 20:45 (UTC+1)       | Morata 28' | Relatório |         | Público: 33 775 Árbitro: TUR Cüneyt Çakır |

| 14 de junho de 2015 | Ucrânia                                     | 3 – 0     | Luxemburgo | Arena Lviv, Lviv                           |
| 19:00 (UTC+3)       | Kravets 49' · Harmash 87' · Konoplyanka 86' | Relatório |            | Público: 21 635 Árbitro: NIR Arnold Hunter |

| 14 de junho de 2015 | Bielorrússia | 0 – 1     | Espanha   | Borisov Arena, Borisov                            |
| 21:45 (UTC+3)       |              | Relatório | Silva 45' | Público: 13 121 Árbitro: AUT Robert Schörgenhofer |

| 14 de junho de 2015 | Eslováquia             | 2 – 1     | Macedônia do Norte | Štadión pod Dubňom, Žilina               |
| 20:45 (UTC+2)       | Saláta 8' · Hamšík 38' | Relatório | Ademi 69'          | Público: 10 765 Árbitro: DEN Kenn Hansen |

| 5 de setembro de 2015 | Luxemburgo  | 1 – 0     | Macedônia do Norte | Stade Josy Barthel, Luxemburgo              |
| 18:00 (UTC+2)         | Thill 90+2' | Relatório |                    | Público: 1 657 Árbitro: WAL Simon Lee Evans |

| 5 de setembro de 2015 | Ucrânia                                             | 3 – 1     | Bielorrússia         | Arena Lviv, Lviv                         |
| 19:00 (UTC+3)         | Kravets 7' · Yarmolenko 30' · Konoplyanka 40' (pen) | Relatório | Kornilenko 62' (pen) | Público: 32 648 Árbitro: ISR Liran Liany |

| 5 de setembro de 2015 | Espanha                     | 2 – 0     | Eslováquia | Estádio Carlos Tartiere, Oviedo            |
| 20:45 (UTC+2)         | Alba 5' · Iniesta 30' (pen) | Relatório |            | Público: 19 874 Árbitro: SVN Damir Skomina |

| 8 de setembro de 2015 | Bielorrússia        | 2 – 0     | Luxemburgo | Borisov Arena, Borisov                    |
| 21:45 (UTC+3)         | Gordeichuk 34', 62' | Relatório |            | Público: 3 482 Árbitro: SVN Slavko Vinčić |

| 8 de setembro de 2015 | Macedônia do Norte | 0 – 1     | Espanha     | Estádio Felipe II da Macedônia, Escópia        |
| 20:45 (UTC+2)         |                    | Relatório | Pačovski 8' | Público: 28 843 Árbitro: ITA Paolo Tagliavento |

| 8 de setembro de 2015 | Eslováquia | 0 – 0     | Ucrânia | Štadión pod Dubňom, Žilina                   |
| 20:45 (UTC+2)         |            | Relatório |         | Público: 10 648 Árbitro: ENG Martin Atkinson |

| 9 de outubro de 2015 | Macedônia do Norte | 0 – 2     | Ucrânia                           | Estádio Felipe II da Macedônia, Escópia    |
| 20:45 (UTC+2)        |                    | Relatório | Seleznyov 59' (pen) · Kravets 87' | Público: 4 821 Árbitro: ROU Ovidiu Haţegan |

| 9 de outubro de 2015 | Eslováquia | 0 – 1     | Bielorrússia | Štadión pod Dubňom, Žilina                |
| 20:45 (UTC+2)        |            | Relatório | Drahun 34'   | Público: 9 859 Árbitro: TUR Hüseyin Göçek |

| 9 de outubro de 2015 | Espanha                             | 4 – 0     | Luxemburgo | Estádio Las Gaunas, Logroño                       |
| 20:45 (UTC+2)        | Cazorla 42', 85' · Alcácer 67', 80' | Relatório |            | Público: 14 472 Árbitro: BEL Sébastien Delferiere |

| 12 de outubro de 2015 | Bielorrússia | 0 – 0     | Macedônia do Norte | Borisov Arena, Borisov                        |
| 21:45 (UTC+3)         |              | Relatório |                    | Público: 1 545 Árbitro: GER Christian Dingert |

| 12 de outubro de 2015 | Luxemburgo                     | 2 – 4     | Eslováquia                              | Stade Josy Barthel, Luxemburgo             |
| 20:45 (UTC+2)         | Mustsch 61' · Gerson 65' (Pen) | Relatório | Hamšík 24', 90+1' · Nemec 29' · Mak 30' | Público: 2 512 Árbitro: AUT Oliver Drachta |

| 12 de outubro de 2015 | Ucrânia | 0 – 1     | Espanha   | Estádio Olímpico, Kiev                     |
| 21:45 (UTC+3)         |         | Relatório | Mario 22' | Público: 61 248 Árbitro: SRB Milorad Mažić |

### Grupo D
| Pos | Equipe    | Pts | J  | V | E | D  | GP | GC | SG  | Classificado                     |  | GER | POL | IRL | SCO | GEO | GIB |
| --- | --------- | --- | -- | - | - | -- | -- | -- | --- | -------------------------------- |  | --- | --- | --- | --- | --- | --- |
| 1   | Alemanha  | 22  | 10 | 7 | 1 | 2  | 24 | 9  | +15 | Qualificado para o Eurocopa 2016 |  | —   | 3–1 | 1–1 | 2–1 | 2–1 | 4–0 |
| 2   | Polónia   | 21  | 10 | 6 | 3 | 1  | 33 | 10 | +23 | Qualificado para o Eurocopa 2016 |  | 2–0 | —   | 2–1 | 2–2 | 4–0 | 8–1 |
| 3   | Irlanda   | 18  | 10 | 5 | 3 | 2  | 19 | 7  | +12 | Avança para a repescagem         |  | 1–0 | 1–1 | —   | 1–1 | 1–0 | 7–0 |
| 4   | Escócia   | 15  | 10 | 4 | 3 | 3  | 22 | 12 | +10 | Eliminado                        |  | 2–3 | 2–2 | 1–0 | —   | 1–0 | 6–1 |
| 5   | Geórgia   | 9   | 10 | 3 | 0 | 7  | 10 | 16 | −6  | Eliminado                        |  | 0–2 | 0–4 | 1–2 | 1–0 | —   | 4–0 |
| 6   | Gibraltar | 0   | 10 | 0 | 0 | 10 | 2  | 56 | −54 | Eliminado                        |  | 0–7 | 0–7 | 0–4 | 0–6 | 0–3 | —   |

| 7 de setembro de 2014 | Geórgia         | 1 – 2     | Irlanda          | Estádio Boris Paichadze, Tbilisi        |
| 20:00 (UTC+4)         | Okriashvili 38' | Relatório | McGeady 24', 90' | Público: 22 000 Árbitro: NED Kevin Blom |

| 7 de setembro de 2014 | Alemanha        | 2 – 1     | Escócia  | Signal Iduna Park, Dortmund                    |
| 20:45 (UTC+2)         | Müller 18', 70' | Relatório | Anya 66' | Público: 60 209 Árbitro: NOR Svein Oddvar Moen |

| 7 de setembro de 2014 | Gibraltar | 0 – 7     | Polónia                                                            | Estádio Algarve, Loulé[B]                      |
| 19:45 (UTC+1)         |           | Relatório | Grosicki 11', 48' · Lewandowski 50', 53', 86', 90+2' · Szukała 58' | Público: 1 620 Árbitro: SWE Stefan Johannesson |

| 11 de outubro de 2014 | Irlanda                                                                | 7 – 0     | Gibraltar | Aviva Stadium, Dublin                         |
| 17:00 (UTC+1)         | Keane 6', 14', 18' (pen) · McClean 46', 53' · Perez 52' · Hoolahan 56' | Relatório |           | Público: 35 123 Árbitro: CYP Leontios Trattou |

| 11 de outubro de 2014 | Escócia      | 1 – 0     | Geórgia | Ibrox Stadium, Glasgow                        |
| 17:00 (UTC+1)         | Khubutia 28' | Relatório |         | Público: 48 000 Árbitro: CZE Miroslav Zelinka |

| 11 de outubro de 2014 | Polónia              | 2 – 0     | Alemanha | Estádio Nacional, Varsóvia                 |
| 20:45 (UTC+2)         | Milik 51' · Mila 88' | Relatório |          | Público: 56 934 Árbitro: POR Pedro Proença |

| 14 de outubro de 2014 | Alemanha  | 1 – 1     | Irlanda      | Veltins-Arena, Gelsenkirchen               |
| 20:45 (UTC+2)         | Kroos 71' | Relatório | O'Shea 90+4' | Público: 52 000 Árbitro: SVN Damir Skomina |

| 14 de outubro de 2014 | Gibraltar | 0 – 3     | Geórgia                                       | Estádio Algarve, Loulé[B]                |
| 19:45 (UTC+1)         |           | Relatório | Gelashvili 9' · Okriashvili 19' · Kankava 69' | Público: 600 Árbitro: AUT Harald Lechner |

| 14 de outubro de 2014 | Polónia                   | 2 – 2     | Escócia                    | Estádio Nacional, Varsóvia                   |
| 20:45 (UTC+2)         | Mączyński 11' · Milik 76' | Relatório | Maloney 18' · Naismith 57' | Público: 55 197 Árbitro: ESP Alberto Undiano |

| 14 de novembro de 2014 | Geórgia | 0 – 4     | Polónia                                            | Estádio Boris Paichadze, Tbilisi               |
| 21:00 (UTC+4)          |         | Relatório | Glik 51' · Krychowiak 71' · Mila 73' · Milik 90+2' | Público: 18 000 Árbitro: ITA Paolo Tagliavento |

| 14 de novembro de 2014 | Alemanha                                 | 4 – 0     | Gibraltar | Grundig Stadion, Nuremberg                   |
| 20:45 (UTC+1)          | Müller 12', 29' · Götze 38' · Santos 67' | Relatório |           | Público: 44 380 Árbitro: ROU Alexandru Tudor |

| 14 de novembro de 2014 | Escócia     | 1 – 0     | Irlanda | Celtic Park, Glasgow                       |
| 19:45 (UTC+0)          | Maloney 75' | Relatório |         | Público: 59 239 Árbitro: SRB Milorad Mažić |

| 29 de março de 2015 | Geórgia | 0 – 2     | Alemanha              | Estádio Boris Paichadze, Tbilisi            |
| 20:00 (UTC+4)       |         | Relatório | Reus 39' · Müller 44' | Público: 51 000 Árbitro: FRA Clément Turpin |

| 29 de março de 2015 | Escócia                                                              | 6 – 1     | Gibraltar    | Hampden Park, Glasgow                           |
| 17:00 (UTC+1)       | Maloney 18' (pen), 34' (pen) · Fletcher 29', 77', 90' · Naismith 39' | Relatório | Casciaro 19' | Público: 34 255 Árbitro: FIN Mattias Gestranius |

| 29 de março de 2015 | Irlanda    | 1 – 1     | Polónia    | Aviva Stadium, Dublin                       |
| 19:45 (UTC+1)       | Long 90+1' | Relatório | Peszko 26' | Público: 50 500 Árbitro: SWE Jonas Eriksson |

| 13 de junho de 2015 | Polónia                                   | 4 – 0     | Geórgia | Estádio Nacional, Varsóvia                    |
| 18:00 (UTC+2)       | Milik 62' · Lewandowski 89', 90+2', 90+3' | Relatório |         | Público: 56 512 Árbitro: BLR Aleksei Kulbakov |

| 13 de junho de 2015 | Irlanda       | 1 – 1     | Escócia    | Aviva Stadium, Dublin                       |
| 17:00 (UTC+1)       | Walters 38' · | Relatório | O'Shea 47' | Público: 49 063 Árbitro: ITA Nicola Rizzoli |

| 13 de junho de 2015 | Gibraltar | 0 – 7     | Alemanha                                                               | Estádio Algarve, Loulé[B]                  |
| 19:45 (UTC+1)       |           | Relatório | Schürrle 28', 65', 71' · Kruse 47', 81' · Gündoğan 51' · Bellarabi 57' | Público: 7 467 Árbitro: MLT Clayton Pisani |

| 4 de setembro de 2015 | Geórgia         | 1 – 0     | Escócia | Estádio Boris Paichadze, Tbilisi            |
| 20:00 (UTC+4)         | Kazaishvili 38' | Relatório |         | Público: 23 000 Árbitro: ROU Ovidiu Haţegan |

| 4 de setembro de 2015 | Alemanha                    | 3 – 1     | Polónia         | Commerzbank-Arena, Frankfurt am Main        |
| 20:45 (UTC+2)         | Müller 12' · Götze 19', 82' | Relatório | Lewandowski 37' | Público: 48 500 Árbitro: ITA Nicola Rizzoli |

| 4 de setembro de 2015 | Gibraltar | 0 – 4     | Irlanda                                        | Estádio Algarve, Loulé[B]                    |
| 19:45 (UTC+1)         |           | Relatório | Christie 26' · Keane 49', 51' (pen) · Long 79' | Público: 5 393 Árbitro: CRO Marijo Strahonja |

| 7 de setembro de 2015 | Polónia                                                                                            | 8 – 1     | Gibraltar   | Estádio Nacional, Varsóvia                     |
| 20:45 (UTC+2)         | Grosicki 8', 15' · Lewandowski 19', 29' · Milik 56', 72' · Błaszczykowski 59' (pen) · Kapustka 74' | Relatório | Gosling 87' | Público: 27 763 Árbitro: LTU Gediminas Mažeika |

| 7 de setembro de 2015 | Irlanda     | 1 – 0     | Geórgia | Aviva Stadium, Dublin                   |
| 19:45 (UTC+1)         | Walters 69' | Relatório |         | Público: 27 200 Árbitro: HUN István Vad |

| 7 de setembro de 2015 | Escócia                    | 2 – 3     | Alemanha                       | Hampden Park, Glasgow                      |
| 19:45 (UTC+1)         | Hummels 28' · McArthur 43' | Relatório | Müller 13', 34' · Gündoğan 54' | Público: 50 753 Árbitro: NED Björn Kuipers |

| 8 de outubro de 2015 | Geórgia                                                     | 4 – 0     | Gibraltar | Estádio Boris Paichadze, Tbilisi          |
| 20:00 (UTC+4)        | Vatsadze 30', 45' · Okriashvili 35' (pen) · Kazaishvili 87' | Relatório |           | Público: 11 330 Árbitro: UKR Serhiy Boiko |

| 8 de outubro de 2015 | Irlanda  | 1 – 0     | Alemanha | Aviva Stadium, Dublin                                |
| 19:45 (UTC+1)        | Long 70' | Relatório |          | Público: 50 604 Árbitro: ESP Carlos Velasco Carballo |

| 8 de outubro de 2015 | Escócia                    | 2 – 2     | Polónia               | Hampden Park, Glasgow                      |
| 19:45 (UTC+1)        | Ritchie 45' · Fletcher 62' | Relatório | Lewandowski 3', 90+4' | Público: 49 359 Árbitro: HUN Viktor Kassai |

| 11 de outubro de 2015 | Alemanha                     | 2 – 1     | Geórgia     | Red Bull Arena, Leipzig                     |
| 20:45 (UTC+2)         | Müller 50' (Pen) · Kruse 79' | Relatório | Kankava 53' | Público: 43 630 Árbitro: CZE Pavel Královec |

| 11 de outubro de 2015 | Gibraltar | 0 – 6     | Escócia                                                            | Estádio Algarve, Loulé[B]                     |
| 19:45 (UTC+1)         |           | Relatório | Martin 25' · Maloney 39' · Fletcher 52', 56', 85' · Naismith 90+1' | Público: 12 401 Árbitro: BLR Aleksei Kulbakov |

| 11 de outubro de 2015 | Polónia                          | 2 – 1     | Irlanda           | Estádio Nacional, Varsóvia                |
| 20:45 (UTC+2)         | Krychowiak 13' · Lewandowski 42' | Relatório | Walters 16' (Pen) | Público: 57 497 Árbitro: TUR Cüneyt Çakır |

Notas
- B. ^ : O Estádio Algarve em Portugal abrigará os jogos de Gibraltar em casa.

### Grupo E
| Pos | Equipe     | Pts | J  | V  | E | D | GP | GC | SG  | Classificado                     |  | ENG | SUI | SVN | EST | LTU | SMR |
| --- | ---------- | --- | -- | -- | - | - | -- | -- | --- | -------------------------------- |  | --- | --- | --- | --- | --- | --- |
| 1   | Inglaterra | 30  | 10 | 10 | 0 | 0 | 31 | 3  | +28 | Qualificado para o Eurocopa 2016 |  | —   | 2–0 | 3–1 | 2–0 | 4–0 | 5–0 |
| 2   | Suíça      | 21  | 10 | 7  | 0 | 3 | 24 | 8  | +16 | Qualificado para o Eurocopa 2016 |  | 0–2 | —   | 3–2 | 3–0 | 4–0 | 7–0 |
| 3   | Eslovênia  | 16  | 10 | 5  | 1 | 4 | 18 | 11 | +7  | Avança para a repescagem         |  | 2–3 | 1–0 | —   | 1–0 | 1–1 | 6–0 |
| 4   | Estónia    | 10  | 10 | 3  | 1 | 6 | 4  | 9  | −5  | Eliminado                        |  | 0–1 | 0–1 | 1–0 | —   | 1–0 | 2–0 |
| 5   | Lituânia   | 10  | 10 | 3  | 1 | 6 | 7  | 18 | −11 | Eliminado                        |  | 0–3 | 1–2 | 0–2 | 1–0 | —   | 2–1 |
| 6   | San Marino | 1   | 10 | 0  | 1 | 9 | 1  | 36 | −35 | Eliminado                        |  | 0–6 | 0–4 | 0–2 | 0–0 | 0–2 | —   |

1. 1 2  Empatados no confronto direto. A diferença geral de gols foi usada como desempate.

| 8 de setembro de 2014 | Estónia   | 1 – 0     | Eslovênia | A. Le Coq Arena, Tallinn                     |
| 21:45 (UTC+3)         | Purje 86' | Relatório |           | Público: 6 561 Árbitro: POL Szymon Marciniak |

| 8 de setembro de 2014 | San Marino | 0 – 2     | Lituânia                        | Estádio Olímpico, Serravalle            |
| 20:45 (UTC+2)         |            | Relatório | Matulevičius 5' · Novikovas 36' | Público: 986 Árbitro: CZE Libor Kovařík |

| 8 de setembro de 2014 | Suíça | 0 – 2     | Inglaterra         | St. Jakob-Park, Basileia                  |
| 20:45 (UTC+2)         |       | Relatório | Welbeck 58', 90+4' | Público: 35 500 Árbitro: TUR Cüneyt Çakır |

| 9 de outubro de 2014 | Inglaterra                                                                     | 5 – 0     | San Marino | Estádio de Wembley, Londres                |
| 19:45 (UTC+1)        | Jagielka 25' · Rooney 43' (pen) · Welbeck 49' · Townsend 72' · Della Valle 78' | Relatório |            | Público: 55 990 Árbitro: POL Marcin Borski |

| 9 de outubro de 2014 | Lituânia       | 1 – 0     | Estónia | Estádio LFF, Vilnius                     |
| 21:45 (UTC+3)        | Mikoliūnas 76' | Relatório |         | Público: 4 780 Árbitro: ESP Carlos Gómez |

| 9 de outubro de 2014 | Eslovênia           | 1 – 0     | Suíça | Stadion Ljudski vrt, Maribor               |
| 20:45 (UTC+2)        | Novakovič 79' (pen) | Relatório |       | Público: 8 500 Árbitro: GER Wolfgang Stark |

| 12 de outubro de 2014 | Estónia | 0 – 1     | Inglaterra | A. Le Coq Arena, Tallinn                     |
| 19:00 (UTC+3)         |         | Relatório | Rooney 74' | Público: 9 692 Árbitro: CRO Marijo Strahonja |

| 12 de outubro de 2014 | Lituânia | 0 – 2     | Eslovênia          | Estádio LFF, Vilnius                            |
| 21:45 (UTC+3)         |          | Relatório | Novaković 33', 37' | Público: 4 000 Árbitro: GRE Michael Koukoulakis |

| 14 de outubro de 2014 | San Marino | 0 – 4     | Suíça                                           | Estádio Olímpico, Serravalle             |
| 20:45 (UTC+2)         |            | Relatório | Seferović 10', 23' · Džemaili 30' · Shaqiri 79' | Público: 5 700 Árbitro: FRA Tony Chapron |

| 15 de novembro de 2014 | Inglaterra                          | 3 – 1     | Eslovênia     | Estádio de Wembley, Londres                       |
| 17:00 (UTC+0)          | Rooney 59' (pen) · Welbeck 66', 72' | Relatório | Henderson 58' | Público: 82 305 Árbitro: POR Olegário Benquerença |

| 15 de novembro de 2014 | San Marino | 0 – 0     | Estónia | Estádio Olímpico, Serravalle          |
| 18:00 (UTC+1)          |            | Relatório |         | Público: 759 Árbitro: GER Felix Brych |

| 15 de novembro de 2014 | Suíça                                    | 4 – 0     | Lituânia | AFG Arena, São Galo                            |
| 20:45 (UTC+1)          | Drmić 66' · Schär 68' · Shaqiri 80', 90' | Relatório |          | Público: 17 300 Árbitro: NOR Svein Oddvar Moen |

| 27 de março de 2015 | Inglaterra                                        | 4 – 0     | Lituânia | Estádio de Wembley, Londres                 |
| 19:45 (UTC+0)       | Rooney 6' · Welbeck 45' · Sterling 58' · Kane 73' | Relatório |          | Público: 83 671 Árbitro: CZE Pavel Královec |

| 27 de março de 2015 | Eslovênia                                                                      | 6 – 0     | San Marino | Estádio Stožice, Liubliana                 |
| 20:45 (UTC+1)       | Iličić 10' · Kampl 49' · Struna 50' · Novakovič 52' · Lazarević 73' · Ilič 88' | Relatório |            | Público: 8 325 Árbitro: AUT Oliver Drachta |

| 27 de março de 2015 | Suíça                                 | 3 – 0     | Estónia | Swissporarena, Lucerna                      |
| 20:45 (UTC+1)       | Schär 17' · Xhaka 27' · Seferović 80' | Relatório |         | Público: 14 500 Árbitro: NED Danny Makkelie |

| 14 de junho de 2015 | Estónia         | 2 – 0     | San Marino | A. Le Coq Arena, Tallinn                  |
| 19:00 (UTC+3)       | Zenjov 35', 63' | Relatório |            | Público: 6 131 Árbitro: SVK Ivan Kružliak |

| 14 de junho de 2015 | Eslovênia                  | 2 – 3     | Inglaterra                     | Estádio Stožice, Liubliana                   |
| 18:00 (UTC+2)       | Novakovič 37' · Pečnik 84' | Relatório | Wilshere 57', 73' · Rooney 86' | Público: 15 796 Árbitro: ESP Alberto Undiano |

| 14 de junho de 2015 | Lituânia    | 1 – 2     | Suíça                   | Estádio LFF, Vilnius                      |
| 21:45 (UTC+3)       | Černych 64' | Relatório | Drmić 69' · Shaqiri 84' | Público: 4 786 Árbitro: SCO Craig Thomson |

| 5 de setembro de 2015 | Estónia       | 1 – 0     | Lituânia | A. Le Coq Arena, Tallinn                   |
| 19:00 (UTC+3)         | Vassiljev 71' | Relatório |          | Público: 6 621 Árbitro: AUT Oliver Drachta |

| 5 de setembro de 2015 | San Marino | 0 – 6     | Inglaterra                                                                | Estádio Olímpico, Serravalle                 |
| 18:00 (UTC+2)         |            | Relatório | Rooney 13' (pen) · Brolli 30' · Barkley 46' · Walcott 68', 78' · Kane 77' | Público: 4 378 Árbitro: CYP Leontios Trattou |

| 5 de setembro de 2015 | Suíça                          | 3 – 2     | Eslovênia                 | St. Jakob-Park, Basileia                    |
| 20:45 (UTC+2)         | Drmić 80', 90+4' · Stocker 84' | Relatório | Novakovič 45' · Cesar 48' | Público: 25 750 Árbitro: CZE Pavel Královec |

| 8 de setembro de 2015 | Inglaterra                  | 2 – 0     | Suíça | Estádio de Wembley, Londres                  |
| 19:45 (UTC+1)         | Kane 67' · Rooney 84' (pen) | Relatório |       | Público: 75 751 Árbitro: ITA Gianluca Rocchi |

| 8 de setembro de 2015 | Lituânia                   | 2 – 1     | San Marino   | Estádio LFF, Vilnius                       |
| 21:45 (UTC+3)         | Černych 7' · Spalvis 90+2' | Relatório | Vitaioli 55' | Público: 2 856 Árbitro: MLT Clayton Pisani |

| 8 de setembro de 2015 | Eslovênia | 1 – 0     | Estónia | Stadion Ljudski vrt, Maribor                   |
| 20:45 (UTC+2)         | Berić 83' | Relatório |         | Público: 6 868 Árbitro: GRE Tasos Sidiropoulos |

| 9 de outubro de 2015 | Inglaterra                 | 2 – 0     | Estónia | Estádio de Wembley, Londres             |
| 19:45 (UTC+1)        | Walcott 45' · Sterling 85' | Relatório |         | Público: 75 427 Árbitro: HUN István Vad |

| 9 de outubro de 2015 | Eslovênia         | 1 – 1     | Lituânia            | Estádio Stožice, Liubliana                 |
| 20:45 (UTC+2)        | Birsa 45+1' (pen) | Relatório | Novikovas 79' (pen) | Público: 10 498 Árbitro: NED Björn Kuipers |

| 9 de outubro de 2015 | Suíça | 7 – 0     | San Marino | AFG Arena, São Galo                             |
| 20:45 (UTC+2)        | Lang 17' · İnler 55' (pen) · Mehmedi 65' · Djourou 72' (pen) · Kasami 75' · Embolo 80' (pen) · Derdiyok 89' | Relatório |            | Público: 16 200 Árbitro: FIN Mattias Gestranius |

| 12 de outubro de 2015 | Estónia | 0 – 1     | Suíça        | A. Le Coq Arena, Tallinn                   |
| 21:45 (UTC+3)         |         | Relatório | Klavan 90+4' | Público: 7 304 Árbitro: NED Pol van Boekel |

| 12 de outubro de 2015 | Lituânia | 0 – 3     | Inglaterra                                    | Estádio LFF, Vilnius                    |
| 21:45 (UTC+3)         |          | Relatório | Barkley 29' · Arlauskis 35' · Chamberlain 62' | Público: 5 051 Árbitro: DEN Kenn Hansen |

| 12 de outubro de 2015 | San Marino | 0 – 2     | Eslovênia              | Estádio Olímpico, Serravalle                 |
| 20:45 (UTC+2)         |            | Relatório | Cesar 54' · Pečnik 75' | Público: 781 Árbitro: MKD Aleksandar Stavrev |

### Grupo F
| Pos | Equipe           | Pts | J  | V | E | D | GP | GC | SG  | Classificado                     |  | NIR | ROU | HUN | FIN | FRO | GRE |
| --- | ---------------- | --- | -- | - | - | - | -- | -- | --- | -------------------------------- |  | --- | --- | --- | --- | --- | --- |
| 1   | Irlanda do Norte | 21  | 10 | 6 | 3 | 1 | 16 | 8  | +8  | Qualificado para o Eurocopa 2016 |  | —   | 0–0 | 1–1 | 2–1 | 2–0 | 3–1 |
| 2   | Romênia          | 20  | 10 | 5 | 5 | 0 | 11 | 2  | +9  | Qualificado para o Eurocopa 2016 |  | 2–0 | —   | 1–1 | 1–1 | 1–0 | 0–0 |
| 3   | Hungria          | 16  | 10 | 4 | 4 | 2 | 11 | 9  | +2  | Avança para a repescagem         |  | 1–2 | 0–0 | —   | 1–0 | 2–1 | 0–0 |
| 4   | Finlândia        | 12  | 10 | 3 | 3 | 4 | 9  | 10 | −1  | Eliminado                        |  | 1–1 | 0–2 | 0–1 | —   | 1–0 | 1–1 |
| 5   | Ilhas Faroé      | 6   | 10 | 2 | 0 | 8 | 6  | 17 | −11 | Eliminado                        |  | 1–3 | 0–3 | 0–1 | 1–3 | —   | 2–1 |
| 6   | Grécia           | 6   | 10 | 1 | 3 | 6 | 7  | 14 | −7  | Eliminado                        |  | 0–2 | 0–1 | 4–3 | 0–1 | 0–1 | —   |

1. 1 2  Pontos no confronto direto: Ilhas Faroé 6, Grécia 0.

| 7 de setembro de 2014 | Hungria     | 1 – 2     | Irlanda do Norte          | Groupama Arena, Budapeste                  |
| 18:00 (UTC+2)         | Priskin 75' | Relatório | McGinn 81' · Lafferty 88' | Público: 20 672 Árbitro: GER Deniz Aytekin |

| 7 de setembro de 2014 | Ilhas Faroé | 1 – 3     | Finlândia                     | Tórsvøllur, Tórshavn                        |
| 19:45 (UTC+1)         | Holst 41'   | Relatório | Riski 53', 78' · Eremenko 82' | Público: 3 330 Árbitro: WAL Simon Lee Evans |

| 7 de setembro de 2014 | Grécia | 0 – 1     | Romênia          | Estádio Karaiskákis, Pireu                  |
| 21:45 (UTC+3)         |        | Relatório | Marica 10' (pen) | Público: 0[C] Árbitro: ENG Mark Clattenburg |

| 11 de outubro de 2014 | Romênia     | 1 – 1     | Hungria       | Arena Națională, Bucareste                  |
| 19:00 (UTC+3)         | Rusescu 45' | Relatório | Dzsudzsák 82' | Público: 54 000 Árbitro: SCO William Collum |

| 11 de outubro de 2014 | Finlândia | 1 – 1     | Grécia      | Estádio Olímpico, Helsinque                           |
| 21:45 (UTC+3)         | Hurme 55' | Relatório | Karelis 24' | Público: 23 500 Árbitro: ESP David Fernández Borbalán |

| 11 de outubro de 2014 | Irlanda do Norte          | 2 – 0     | Ilhas Faroé | Parque de Windsor, Belfast              |
| 19:45 (UTC+1)         | McAuley 6' · Lafferty 20' | Relatório |             | Público: 10 500 Árbitro: ISR Alon Yefet |

| 14 de outubro de 2014 | Ilhas Faroé | 0 – 1     | Hungria    | Tórsvøllur, Tórshavn                         |
| 19:45 (UTC+1)         |             | Relatório | Szalai 21' | Público: 2 000 Árbitro: BLR Aleksei Kulbakov |

| 14 de outubro de 2014 | Finlândia | 0 – 2     | Romênia         | Estádio Olímpico, Helsinque                    |
| 21:45 (UTC+3)         |           | Relatório | Stancu 54', 83' | Público: 19 408 Árbitro: ITA Paolo Tagliavento |

| 14 de outubro de 2014 | Grécia | 0 – 2     | Irlanda do Norte       | Estádio Karaiskákis, Pireu                   |
| 21:45 (UTC+3)         |        | Relatório | Ward 9' · Lafferty 51' | Público: 24 000 Árbitro: FRA Stéphane Lannoy |

| 14 de novembro de 2014 | Grécia | 0 – 1     | Ilhas Faroé    | Estádio Karaiskákis, Pireu                  |
| 21:45 (UTC+2)          |        | Relatório | Edmundsson 61' | Público: 16 821 Árbitro: ITA Nicola Rizzoli |

| 14 de novembro de 2014 | Hungria  | 1 – 0     | Finlândia | Groupama Arena, Budapeste                   |
| 20:45 (UTC+1)          | Gera 84' | Relatório |           | Público: 19 600 Árbitro: FRA Clément Turpin |

| 14 de novembro de 2014 | Romênia       | 2 – 0     | Irlanda do Norte | Arena Națională, Bucareste                  |
| 21:45 (UTC+2)          | Papp 74', 79' | Relatório |                  | Público: 40 000 Árbitro: SWE Jonas Eriksson |

| 29 de março de 2015 | Irlanda do Norte  | 2 – 1     | Finlândia   | Parque de Windsor, Belfast                    |
| 17:00 (UTC+1)       | Lafferty 33', 38' | Relatório | Sadik 90+1' | Público: 10 264 Árbitro: POL Szymon Marciniak |

| 29 de março de 2015 | Romênia    | 1 – 0     | Ilhas Faroé | Estádio Ilie Oană, Ploiești                    |
| 19:00 (UTC+3)       | Keșerü 21' | Relatório |             | Público: 13 898 Árbitro: POR Artur Soares Dias |

| 29 de março de 2015 | Hungria | 0 – 0     | Grécia | Groupama Arena, Budapeste                   |
| 20:45 (UTC+2)       |         | Relatório |        | Público: 22 000 Árbitro: RUS Sergei Karasev |

| 13 de junho de 2015 | Finlândia | 0 – 1     | Hungria     | Estádio Olímpico, Helsinque            |
| 19:00 (UTC+3)       |           | Relatório | Stieber 82' | Público: 20 434 Árbitro: SVN Matej Jug |

| 13 de junho de 2015 | Ilhas Faroé             | 2 – 1     | Grécia               | Tórsvøllur, Tórshavn                         |
| 19:45 (UTC+1)       | Hansson 32' · Olsen 70' | Relatório | Papastathopoulos 84' | Público: 4 731 Árbitro: NOR Tom Harald Hagen |

| 13 de junho de 2015 | Irlanda do Norte | 0 – 0     | Romênia | Parque de Windsor, Belfast                           |
| 19:45 (UTC+1)       |                  | Relatório |         | Público: 10 000 Árbitro: ESP Carlos Velasco Carballo |

| 4 de setembro de 2015 | Ilhas Faroé    | 1 – 3     | Irlanda do Norte                | Tórsvøllur, Tórshavn                     |
| 19:45 (UTC+1)         | Edmundsson 36' | Relatório | McAuley 12', 71' · Lafferty 75' | Público: 4 513 Árbitro: GER Felix Zwayer |

| 4 de setembro de 2015 | Grécia | 0 – 1     | Finlândia      | Estádio Karaiskákis, Pireu                |
| 21:45 (UTC+3)         |        | Relatório | Pohjanpalo 75' | Público: 17 358 Árbitro: UKR Serhiy Boiko |

| 4 de setembro de 2015 | Hungria | 0 – 0     | Romênia | Groupama Arena, Budapeste                |
| 20:45 (UTC+2)         |         | Relatório |         | Público: 22 060 Árbitro: GER Felix Brych |

| 7 de setembro de 2015 | Finlândia      | 1 – 0     | Ilhas Faroé | Estádio Olímpico, Helsinque               |
| 21:45 (UTC+3)         | Pohjanpalo 23' | Relatório |             | Público: 9 477 Árbitro: POL Marcin Borski |

| 7 de setembro de 2015 | Irlanda do Norte | 1 – 1     | Hungria     | Parque de Windsor, Belfast                |
| 19:45 (UTC+1)         | Lafferty 90+3'   | Relatório | Guzmics 74' | Público: 10 200 Árbitro: TUR Cüneyt Çakır |

| 7 de setembro de 2015 | Romênia | 0 – 0     | Grécia | Arena Națională, Bucareste                    |
| 21:45 (UTC+3)         |         | Relatório |        | Público: 38 153 Árbitro: BLR Aleksei Kulbakov |

| 8 de outubro de 2015 | Hungria       | 2 – 1     | Ilhas Faroé  | Groupama Arena, Budapeste                         |
| 20:45 (UTC+2)        | Böde 63', 71' | Relatório | Jakobsen 11' | Público: 16 500 Árbitro: AUT Robert Schörgenhofer |

| 8 de outubro de 2015 | Irlanda do Norte              | 3 – 1     | Grécia       | Parque de Windsor, Belfast               |
| 19:45 (UTC+1)        | Davis 35', 58' · Magennis 49' | Relatório | Aravidis 87' | Público: 11 700 Árbitro: NED Bas Nijhuis |

| 8 de outubro de 2015 | Romênia     | 1 – 1     | Finlândia      | Arena Națională, Bucareste                 |
| 21:45 (UTC+3)        | Hoban 90+1' | Relatório | Pohjanpalo 67' | Público: 47 987 Árbitro: SCO Craig Thomson |

| 11 de outubro de 2015 | Ilhas Faroé | 0 – 3     | Romênia                       | Tórsvøllur, Tórshavn                      |
| 17:00 (UTC+1)         |             | Relatório | Budescu 4', 45+1' · Maxim 83' | Público: 3 941 Árbitro: SVK Ivan Kružliak |

| 11 de outubro de 2015 | Finlândia    | 1 – 1     | Irlanda do Norte | Estádio Olímpico, Helsinque                 |
| 19:00 (UTC+3)         | Arajuuri 87' | Relatório | Cathcart 31'     | Público: 14 550 Árbitro: RUS Sergei Karasev |

| 11 de outubro de 2015 | Grécia                                                    | 4 – 3     | Hungria                           | Estádio Karaiskákis, Pireu             |
| 19:00 (UTC+3)         | Stafylidis 5' · Tachtsidis 57' · Mitroglou 79' · Kone 86' | Relatório | Lovrencsics 26' · Németh 55', 75' | Público: 9 500 Árbitro: CRO Ivan Bebek |

Notas
- C. ^ : A Grécia jogou esta partida com portões fechados devido uma punição por distúrbios do público.[6]

### Grupo G
| Pos | Equipe        | Pts | J  | V | E | D | GP | GC | SG  | Classificado                     |  | AUT | RUS | SWE | MNE | LIE | MDA |
| --- | ------------- | --- | -- | - | - | - | -- | -- | --- | -------------------------------- |  | --- | --- | --- | --- | --- | --- |
| 1   | Áustria       | 28  | 10 | 9 | 1 | 0 | 22 | 5  | +17 | Qualificado para o Eurocopa 2016 |  | —   | 1–0 | 1–1 | 1–0 | 3–0 | 1–0 |
| 2   | Rússia        | 20  | 10 | 6 | 2 | 2 | 21 | 5  | +16 | Qualificado para o Eurocopa 2016 |  | 0–1 | —   | 1–0 | 2–0 | 4–0 | 1–1 |
| 3   | Suécia        | 18  | 10 | 5 | 3 | 2 | 15 | 9  | +6  | Avança para a repescagem         |  | 1–4 | 1–1 | —   | 3–1 | 2–0 | 2–0 |
| 4   | Montenegro    | 11  | 10 | 3 | 2 | 5 | 10 | 13 | −3  | Eliminado                        |  | 2–3 | 0–3 | 1–1 | —   | 2–0 | 2–0 |
| 5   | Liechtenstein | 5   | 10 | 1 | 2 | 7 | 2  | 26 | −24 | Eliminado                        |  | 0–5 | 0–7 | 0–2 | 0–0 | —   | 1–1 |
| 6   | Moldávia      | 2   | 10 | 0 | 2 | 8 | 4  | 16 | −12 | Eliminado                        |  | 1–2 | 1–2 | 0–2 | 0–2 | 0–1 | —   |

1. ↑  A partida Montenegro x Rússia foi premiada como uma vitória por 3 a 0 para a Rússia, depois de ser abandonada por 0 a 0 devido à violência da multidão e uma briga entre os jogadores.

| 8 de setembro de 2014 | Rússia                                                | 4 – 0     | Liechtenstein | Arena Khimki, Khimki                              |
| 20:00 (UTC+4)         | Büchel 4' · Burgmeier 50' · Kombarov 54' · Dzyuba 65' | Relatório |               | Público: 11 236 Árbitro: BEL Sébastien Delferiere |

| 8 de setembro de 2014 | Áustria  | 1 – 1     | Suécia     | Ernst-Happel-Stadion, Viena                 |
| 20:45 (UTC+2)         | Alaba 7' | Relatório | Zengin 12' | Público: 48 500 Árbitro: CZE Pavel Královec |

| 8 de setembro de 2014 | Montenegro                    | 2 – 0     | Moldávia | Estádio Pod Goricom, Podgorica               |
| 20:45 (UTC+2)         | Vučinić 45+2' · Tomašević 73' | Relatório |          | Público: 8 759 Árbitro: BLR Aleksei Kulbakov |

| 9 de outubro de 2014 | Liechtenstein | 0 – 0     | Montenegro | Rheinpark Stadion, Vaduz                    |
| 20:45 (UTC+2)        |               | Relatório |            | Público: 2 790 Árbitro: WAL Simon Lee Evans |

| 9 de outubro de 2014 | Moldávia        | 1 – 2     | Áustria                     | Estádio Zimbru, Chișinău                    |
| 21:45 (UTC+3)        | Dedov 27' (pen) | Relatório | Alaba 12' (pen) · Janko 51' | Público: 8 500 Árbitro: POR Manuel De Sousa |

| 9 de outubro de 2014 | Suécia       | 1 – 1     | Rússia      | Friends Arena, Solna                        |
| 20:45 (UTC+2)        | Toivonen 49' | Relatório | Kokorin 10' | Público: 49 023 Árbitro: ITA Nicola Rizzoli |

| 12 de outubro de 2014 | Áustria    | 1 – 0     | Montenegro | Ernst-Happel-Stadion, Viena              |
| 18:00 (UTC+2)         | Okotie 24' | Relatório |            | Público: 44 200 Árbitro: NED Bas Nijhuis |

| 12 de outubro de 2014 | Rússia           | 1 – 1     | Moldávia     | Otkrytie Arena, Moscou                          |
| 20:00 (UTC+4)         | Dzyuba 73' (pen) | Relatório | Epureanu 74' | Público: 42 000 Árbitro: ISL Kristinn Jakobsson |

| 12 de outubro de 2014 | Suécia                  | 2 – 0     | Liechtenstein | Friends Arena, Solna                           |
| 20:45 (UTC+2)         | Zengin 34' · Durmaz 46' | Relatório |               | Público: 22 528 Árbitro: LTU Gediminas Mažeika |

| 15 de novembro de 2014 | Áustria    | 1 – 0     | Rússia | Ernst-Happel-Stadion, Viena                  |
| 18:00 (UTC+1)          | Okotie 73' | Relatório |        | Público: 47 500 Árbitro: ENG Martin Atkinson |

| 15 de novembro de 2014 | Moldávia | 0 – 1     | Liechtenstein | Estádio Zimbru, Chișinău                       |
| 19:00 (UTC+2)          |          | Relatório | Burgmeier 74' | Público: 6 843 Árbitro: FIN Mattias Gestranius |

| 15 de novembro de 2014 | Montenegro        | 1 – 1     | Suécia         | Estádio Pod Goricom, Podgorica              |
| 20:45 (UTC+1)          | Jovetić 80' (pen) | Relatório | Ibrahimović 9' | Público: 15 000 Árbitro: SCO William Collum |

| 27 de março de 2015 | Liechtenstein | 0 – 5     | Áustria                                                               | Rheinpark Stadion, Vaduz                 |
| 20:45 (UTC+1)       |               | Relatório | Harnik 14' · Janko 16' · Alaba 59' · Junuzović 74' · Arnautović 90+3' | Público: 5 864 Árbitro: GER Felix Zwayer |

| 27 de março de 2015 | Moldávia | 0 – 2     | Suécia                     | Estádio Zimbru, Chișinău                |
| 21:45 (UTC+2)       |          | Relatório | Ibrahimović 46', 84' (pen) | Público: 10 375 Árbitro: CRO Ivan Bebek |

| 27 de março de 2015 | Montenegro | 0 – 3[D]  | Rússia | Estádio Pod Goricom, Podgorica |
| 20:45 (UTC+1)       |            | Relatório |        | Árbitro: GER Deniz Aytekin     |

| 14 de junho de 2015 | Liechtenstein | 1 – 1     | Moldávia   | Rheinpark Stadion, Vaduz                  |
| 18:00 (UTC+2)       | Wieser 20'    | Relatório | Boghiu 43' | Público: 2 080 Árbitro: CZE Libor Kovařik |

| 14 de junho de 2015 | Rússia | 0 – 1     | Áustria   | Otkrytie Arena, Moscou                     |
| 19:00 (UTC+3)       |        | Relatório | Janko 33' | Público: 33 750 Árbitro: SRB Milorad Mažić |

| 14 de junho de 2015 | Suécia                          | 3 – 1     | Montenegro           | Friends Arena, Solna                       |
| 20:45 (UTC+2)       | Berg 37' · Ibrahimović 40', 44' | Relatório | Damjanović 64' (pen) | Público: 32 224 Árbitro: TUR Hüseyin Göçek |

| 5 de setembro de 2015 | Rússia     | 1 – 0     | Suécia | Otkrytie Arena, Moscou                        |
| 19:00 (UTC+3)         | Dzyuba 38' | Relatório |        | Público: 43 768 Árbitro: ENG Mark Clattenburg |

| 5 de setembro de 2015 | Áustria       | 1 – 0     | Moldávia | Ernst-Happel-Stadion, Viena                     |
| 20:45 (UTC+2)         | Junuzović 52' | Relatório |          | Público: 48 500 Árbitro: MKD Aleksandar Stavrev |

| 5 de setembro de 2015 | Montenegro                | 2 – 0     | Liechtenstein | Estádio Pod Goricom, Podgorica         |
| 20:45 (UTC+2)         | Bećiraj 38' · Jovetić 56' | Relatório |               | Público: 0 Árbitro: ESP Javier Estrada |

| 8 de setembro de 2015 | Liechtenstein | 0 – 7     | Rússia                                                                    | Rheinpark Stadion, Vaduz                 |
| 20:45 (UTC+2)         |               | Relatório | Dzyuba 21', 45', 73', 90' · Kokorin 40' (pen) · Smolov 77' · Dzagoyev 85' | Público: 2 874 Árbitro: SCO Bobby Madden |

| 8 de setembro de 2015 | Moldávia | 0 – 2     | Montenegro          | Estádio Zimbru, Chișinău                         |
| 21:45 (UTC+3)         |          | Relatório | Savić 9' · Racu 65' | Público: 6 243 Árbitro: BEL Sébastien Delferiere |

| 8 de setembro de 2015 | Suécia            | 1 – 4     | Áustria                                      | Friends Arena, Solna                                 |
| 20:45 (UTC+2)         | Ibrahimović 90+1' | Relatório | Alaba 9' (pen) · Harnik 38', 88' · Janko 77' | Público: 48 355 Árbitro: ESP Carlos Velasco Carballo |

| 9 de outubro de 2015 | Liechtenstein | 0 – 2     | Suécia                     | Rheinpark Stadion, Vaduz                |
| 20:45 (UTC+2)        |               | Relatório | Berg 18' · Ibrahimović 55' | Público: 4 740 Árbitro: ISR Liran Liany |

| 9 de outubro de 2015 | Moldávia     | 1 – 2     | Rússia                       | Estádio Zimbru, Chișinău                         |
| 21:45 (UTC+3)        | Cebotaru 85' | Relatório | Ignashevich 58' · Dzyuba 78' | Público: 10 244 Árbitro: GRE Michael Koukoulakis |

| 9 de outubro de 2015 | Montenegro                | 2 – 3     | Áustria                                     | Estádio Pod Goricom, Podgorica             |
| 20:45 (UTC+2)        | Vučinić 32' · Bećiraj 68' | Relatório | Janko 55' · Arnautović 81' · Sabitzer 90+2' | Público: 7 107 Árbitro: ITA Daniele Orsato |

| 12 de outubro de 2015 | Áustria                         | 3 – 0     | Liechtenstein | Ernst-Happel-Stadion, Viena                   |
| 18:00 (UTC+2)         | Arnautović 12' · Janko 54', 57' | Relatório |               | Público: 48 500 Árbitro: CZE Miroslav Zelinka |

| 12 de outubro de 2015 | Rússia                         | 2 – 0     | Montenegro | Otkrytie Arena, Moscou                         |
| 19:00 (UTC+3)         | Kuzmin 33' · Kokorin 37' (Pen) | Relatório |            | Público: 35 604 Árbitro: NOR Svein Oddvar Moen |

| 12 de outubro de 2015 | Suécia                       | 2 – 0     | Moldávia | Friends Arena, Solna                    |
| 18:00 (UTC+2)         | Ibrahimović 23' · Zengin 47' | Relatório |          | Público: 25 351 Árbitro: ITA Luca Banti |

Notas
- D. ^ : jogo interrompido na metade do segundo tempo após distúrbios gerados pela torcida e pela confusão entre os jogadores e comissão técnica das duas equipas.[7] O jogo estava com o resultado de 0–0. Após julgamento, foi concedida a Rússia a vitória por 3–0.[8]

### Grupo H
| Pos | Equipe     | Pts | J  | V | E | D | GP | GC | SG  | Classificado                     |  | ITA | CRO | NOR | BUL | AZE | MLT |
| --- | ---------- | --- | -- | - | - | - | -- | -- | --- | -------------------------------- |  | --- | --- | --- | --- | --- | --- |
| 1   | Itália     | 24  | 10 | 7 | 3 | 0 | 16 | 7  | +9  | Qualificado para o Eurocopa 2016 |  | —   | 1–1 | 2–1 | 1–0 | 2–1 | 1–0 |
| 2   | Croácia    | 20  | 10 | 6 | 3 | 1 | 20 | 5  | +15 | Qualificado para o Eurocopa 2016 |  | 1–1 | —   | 5–1 | 3–0 | 6–0 | 2–0 |
| 3   | Noruega    | 19  | 10 | 6 | 1 | 3 | 13 | 10 | +3  | Avança para a repescagem         |  | 0–2 | 2–0 | —   | 2–1 | 0–0 | 2–0 |
| 4   | Bulgária   | 11  | 10 | 3 | 2 | 5 | 9  | 12 | −3  | Eliminado                        |  | 2–2 | 0–1 | 0–1 | —   | 2–0 | 1–1 |
| 5   | Azerbaijão | 6   | 10 | 1 | 3 | 6 | 7  | 18 | −11 | Eliminado                        |  | 1–3 | 0–0 | 0–1 | 1–2 | —   | 2–0 |
| 6   | Malta      | 2   | 10 | 0 | 2 | 8 | 3  | 16 | −13 | Eliminado                        |  | 0–1 | 0–1 | 0–3 | 0–1 | 2–2 | —   |

1. ↑  A Seleção Croata foi penalizada pelo Comité de Controlo, Ética e Disciplina da UEFA com: a perda de um ponto, a disputar os dois próximos jogos das competições europeias em casa à porta fechada, impedimento em disputar qualquer dos restantes jogos da fase qualificação no Estádio Poljud, em Split, e foi multada em 100 mil euros. O motivo foram os comportamentos racistas no jogo contra a Itália em 12 de junho de 2015.[9]

| 9 de setembro de 2014 | Azerbaijão  | 1 – 2     | Bulgária                    | Bakcell Arena, Baku                     |
| 21:00 (UTC+5)         | Nazarov 54' | Relatório | Mitsanski 14' · Hristov 87' | Público: 11 000 Árbitro: ISR Alon Yefet |

| 9 de setembro de 2014 | Croácia                   | 2 – 0     | Malta | Estádio Maksimir, Zagreb                         |
| 20:45 (UTC+2)         | Modrić 46' · Kramarić 81' | Relatório |       | Público: 8 333 Árbitro: RUS Vladislav Bezborodov |

| 9 de setembro de 2014 | Noruega | 0 – 2     | Itália                 | Ullevaal Stadion, Oslo                     |
| 20:45 (UTC+2)         |         | Relatório | Zaza 16' · Bonucci 62' | Público: 26 265 Árbitro: SRB Milorad Mažić |

| 10 de outubro de 2014 | Bulgária | 0 – 1     | Croácia     | Estádio Nacional, Sófia                          |
| 21:45 (UTC+3)         |          | Relatório | Bodurov 36' | Público: 30 062 Árbitro: ESP Antonio Mateu Lahoz |

| 10 de outubro de 2014 | Itália             | 2 – 1     | Azerbaijão    | Estádio Renzo Barbera, Palermo             |
| 20:45 (UTC+2)         | Chiellini 44', 82' | Relatório | Chiellini 76' | Público: 30 000 Árbitro: TUR Hüseyin Göçek |

| 10 de outubro de 2014 | Malta | 0 – 3     | Noruega                   | Estádio Nacional, Ta' Qali                 |
| 20:45 (UTC+2)         |       | Relatório | Dæhli 22' · King 26', 49' | Público: 3 000 Árbitro: FRA Antony Gautier |

| 13 de outubro de 2014 | Croácia                                                                           | 6 – 0     | Azerbaijão | Stadion Gradski vrt, Osijek                 |
| 20:45 (UTC+2)         | Kramarić 11' · Perišić 34', 45' · Brozović 45+1' · Modrić 57' (pen) · Sadygov 61' | Relatório |            | Público: 15 000 Árbitro: SUI Stephan Studer |

| 13 de outubro de 2014 | Malta | 0 – 1     | Itália    | Estádio Nacional, Ta' Qali                  |
| 20:45 (UTC+2)         |       | Relatório | Pellè 24' | Público: 16 942 Árbitro: ROU Ovidiu Haţegan |

| 13 de outubro de 2014 | Noruega                       | 2 – 1     | Bulgária    | Ullevaal Stadion, Oslo                            |
| 20:45 (UTC+2)         | Elyounoussi 13' · Nielsen 72' | Relatório | Bodurov 43' | Público: 18 990 Árbitro: POR Olegário Benquerença |

| 16 de novembro de 2014 | Azerbaijão | 0 – 1     | Noruega       | Bakcell Arena, Baku                           |
| 21:00 (UTC+4)          |            | Relatório | Nordtveit 25' | Público: 9 200 Árbitro: UKR Yevhen Aranovskiy |

| 16 de novembro de 2014 | Bulgária     | 1 – 1     | Malta            | Estádio Nacional, Sófia                          |
| 21:45 (UTC+2)          | Galabinov 6' | Relatório | Failla 49' (pen) | Público: 3 300 Árbitro: SWE Martin Strömbergsson |

| 16 de novembro de 2014 | Itália       | 1 – 1     | Croácia     | Estádio Giuseppe Meazza, Milão             |
| 20:45 (UTC+1)          | Candreva 11' | Relatório | Perišić 15' | Público: 63 222 Árbitro: NED Björn Kuipers |

| 28 de março de 2015 | Azerbaijão                  | 2 – 0     | Malta | Estádio Tofiq Bahramov, Baku               |
| 21:00 (UTC+4)       | Huseynov 4' · Nazarov 90+2' | Relatório |       | Público: 14 600 Árbitro: TUR Halis Özkahya |

| 28 de março de 2015 | Croácia                                                                  | 5 – 1     | Noruega    | Estádio Maksimir, Zagreb                             |
| 18:00 (UTC+1)       | Brozović 30' · Perišić 53' · Olić 65' · Schildenfeld 87' · Pranjić 90+4' | Relatório | Tettey 80' | Público: 23 920 Árbitro: ESP Carlos Velasco Carballo |

| 28 de março de 2015 | Bulgária                 | 2 – 2     | Itália              | Estádio Nacional, Sófia                    |
| 21:45 (UTC+2)       | Popov 11' · Micanski 17' | Relatório | Minev 4' · Éder 84' | Público: 10 359 Árbitro: SVN Damir Skomina |

| 12 de junho de 2015 | Croácia       | 1 – 1     | Itália             | Estádio Poljud, Split                    |
| 20:45 (UTC+2)       | Mandžukić 11' | Relatório | Candreva 36' (pen) | Público: 75 Árbitro: ENG Martin Atkinson |

| 12 de junho de 2015 | Malta | 0 – 1     | Bulgária  | Estádio Nacional, Ta' Qali                     |
| 20:45 (UTC+2)       |       | Relatório | Popov 56' | Público: 3 924 Árbitro: MKD Aleksandar Stavrev |

| 12 de junho de 2015 | Noruega | 0 – 0     | Azerbaijão | Ullevaal Stadion, Oslo                 |
| 20:45 (UTC+2)       |         | Relatório |            | Público: 21 228 Árbitro: POL Pawel Gil |

| 3 de setembro de 2015 | Azerbaijão | 0 – 0     | Croácia | Bakcell Arena, Baku                       |
| 21:00 (UTC+5)         |            | Relatório |         | Público: 10 000 Árbitro: FRA Ruddy Buquet |

| 3 de setembro de 2015 | Bulgária | 0 – 1     | Noruega    | Estádio Nacional, Sófia                  |
| 21:45 (UTC+3)         |          | Relatório | Forren 57' | Público: 12 913 Árbitro: NED Bas Nijhuis |

| 3 de setembro de 2015 | Itália    | 1 – 0     | Malta | Estádio Artemio Franchi, Florença          |
| 20:45 (UTC+2)         | Pellè 69' | Relatório |       | Público: 12 551 Árbitro: SVK Ivan Kružliak |

| 6 de setembro de 2015 | Malta                    | 2 – 2     | Azerbaijão           | Estádio Nacional, Ta' Qali                 |
| 18:00 (UTC+2)         | Mifsud 55' · Effiong 71' | Relatório | Amirguliyev 36', 80' | Público: 5 266 Árbitro: AUT Harald Lechner |

| 6 de setembro de 2015 | Noruega                  | 2 – 0     | Croácia | Ullevaal Stadion, Oslo                     |
| 18:00 (UTC+2)         | Berget 51' · Ćorluka 69' | Relatório |         | Público: 26 751 Árbitro: HUN Viktor Kassai |

| 6 de setembro de 2015 | Itália            | 1 – 0     | Bulgária | Estádio Renzo Barbera, Palermo              |
| 20:45 (UTC+2)         | De Rossi 6' (pen) | Relatório |          | Público: 21 000 Árbitro: RUS Sergei Karasev |

| 10 de outubro de 2015 | Azerbaijão  | 1 – 3     | Itália                                   | Estádio Tofiq Bahramov, Baku                |
| 21:00 (UTC+5)         | Nazarov 31' | Relatório | Éder 11' · El Shaarawy 43' · Darmian 65' | Público: 48 000 Árbitro: SCO William Collum |

| 10 de outubro de 2015 | Noruega                    | 2 – 0     | Malta | Ullevaal Stadion, Oslo                     |
| 18:00 (UTC+2)         | Tettey 19' · Søderlund 52' | Relatório |       | Público: 27 120 Árbitro: NIR Arnold Hunter |

| 10 de outubro de 2015 | Croácia                               | 3 – 0     | Bulgária | Estádio Maksimir, Zagreb                     |
| 20:45 (UTC+2)         | Perišić 2' · Modrić 42' · Kalinić 81' | Relatório |          | Público: 0[E] Árbitro: POR Artur Soares Dias |

| 13 de outubro de 2015 | Bulgária                       | 2 – 0     | Azerbaijão | Estádio Nacional, Sófia                  |
| 21:45 (UTC+3)         | Aleksandrov 20' · Rangelov 56' | Relatório |            | Público: 2 500 Árbitro: HUN Tamás Bognar |

| 13 de outubro de 2015 | Itália                   | 2 – 1     | Noruega    | Estádio Olímpico, Roma                   |
| 20:45 (UTC+2)         | Florenzi 73' · Pellè 82' | Relatório | Tettey 23' | Público: 30 000 Árbitro: GER Felix Brych |

| 13 de outubro de 2015 | Malta | 0 – 1     | Croácia     | Estádio Nacional, Ta' Qali                 |
| 20:45 (UTC+2)         |       | Relatório | Perišić 25' | Público: 5 835 Árbitro: ENG Andre Marriner |

### Grupo I
| Pos | Equipe    | Pts | J | V | E | D | GP | GC | SG | Classificado                     |  | POR | ALB | DEN | SRB | ARM |
| --- | --------- | --- | - | - | - | - | -- | -- | -- | -------------------------------- |  | --- | --- | --- | --- | --- |
| 1   | Portugal  | 21  | 8 | 7 | 0 | 1 | 11 | 5  | +6 | Qualificado para o Eurocopa 2016 |  | —   | 0–1 | 1–0 | 2–1 | 1–0 |
| 2   | Albânia   | 14  | 8 | 4 | 2 | 2 | 10 | 5  | +5 | Qualificado para o Eurocopa 2016 |  | 0–1 | —   | 1–1 | 0–2 | 2–1 |
| 3   | Dinamarca | 12  | 8 | 3 | 3 | 2 | 8  | 5  | +3 | Avança para a repescagem         |  | 0–1 | 0–0 | —   | 2–0 | 2–1 |
| 4   | Sérvia    | 4   | 8 | 2 | 1 | 5 | 8  | 13 | −5 | Eliminado                        |  | 1–2 | 0–3 | 1–3 | —   | 2–0 |
| 5   | Armênia   | 2   | 8 | 0 | 2 | 6 | 5  | 14 | −9 | Eliminado                        |  | 2–3 | 0–3 | 0–0 | 1–1 | —   |

1. 1 2  Apartida Sérvia x Albâniafoi concedida com uma vitória de 3 a 0 para a Albânia, e a Sérvia também perdeu três pontos, depois que a partida foi abandonada em 0 a 0 porque torcedores da casa invadiram o campo e atacaram jogadores da Albânia quando um drone carregava um bandeira pró-albanesa sobre o estádio.

| 7 de setembro de 2014 | Dinamarca                     | 2 – 1     | Armênia        | Estádio Parken, Copenhague                   |
| 18:00 (UTC+2)         | Højbjerg 65' · Kahlenberg 80' | Relatório | Mkhitaryan 50' | Público: 20 141 Árbitro: ROU Alexandru Tudor |

| 7 de setembro de 2014 | Portugal | 0 – 1     | Albânia   | Estádio Municipal, Aveiro                 |
| 19:45 (UTC+1)         |          | Relatório | Balaj 52' | Público: 23 205 Árbitro: FRA Ruddy Buquet |

| 11 de outubro de 2014 | Armênia        | 1 – 1     | Sérvia    | Estádio Republicano, Erevan                  |
| 20:00 (UTC+4)         | Arzumanyan 73' | Relatório | Tošić 89' | Público: 7 500 Árbitro: NOR Tom Harald Hagen |

| 11 de outubro de 2014 | Albânia     | 1 – 1     | Dinamarca | Elbasani Arena, Elbasani                   |
| 20:45 (UTC+2)         | Lenjani 38' | Relatório | Vibe 81'  | Público: 12 800 Árbitro: HUN Viktor Kassai |

| 14 de outubro de 2014 | Dinamarca | 0 – 1     | Portugal      | Estádio Parken, Copenhague               |
| 20:45 (UTC+2)         |           | Relatório | Ronaldo 90+5' | Público: 36 562 Árbitro: GER Felix Brych |

| 14 de outubro de 2014 | Sérvia | 0 – 3[F]  | Albânia | Estádio Partizan, Belgrado                   |
| 20:45 (UTC+2)         |        | Relatório |         | Público: 25 200 Árbitro: ENG Martin Atkinson |

| 14 de novembro de 2014 | Portugal    | 1 – 0     | Armênia | Estádio Algarve, Loulé                          |
| 19:45 (UTC+0)          | Ronaldo 72' | Relatório |         | Público: 21 042 Árbitro: GRE Tasos Sidiropoulos |

| 14 de novembro de 2014 | Sérvia   | 1 – 3     | Dinamarca                    | Estádio Partizan, Belgrado              |
| 20:45 (UTC+1)          | Tošić 4' | Relatório | Bendtner 60', 85' · Kjær 62' | Público: 0[E] Árbitro: TUR Cüneyt Çakır |

| 29 de março de 2015 | Albânia                | 2 – 1     | Armênia   | Elbasani Arena, Elbasani                              |
| 18:00 (UTC+2)       | Mavraj 77' · Gashi 81' | Relatório | Mavraj 4' | Público: 12 300 Árbitro: ESP David Fernández Borbalán |

| 29 de março de 2015 | Portugal                                  | 2 – 1     | Sérvia    | Estádio da Luz, Lisboa                       |
| 19:45 (UTC+1)       | Ricardo Carvalho 10' · Fábio Coentrão 63' | Relatório | Matić 61' | Público: 58 430 Árbitro: ITA Gianluca Rocchi |

| 13 de junho de 2015 | Armênia                   | 2 – 3     | Portugal                    | Estádio Republicano, Erevan                 |
| 20:00 (UTC+4)       | Pizzelli 14' · Mkoyan 72' | Relatório | Ronaldo 29' (pen), 55', 58' | Público: 14 527 Árbitro: BEL Serge Gumienny |

| 13 de junho de 2015 | Dinamarca                       | 2 – 0     | Sérvia | Estádio Parken, Copenhague                 |
| 20:45 (UTC+2)       | Y. Poulsen 13' · J. Poulsen 87' | Relatório |        | Público: 30 887 Árbitro: NED Björn Kuipers |

| 4 de setembro de 2015 | Dinamarca | 0 – 0     | Albânia | Estádio Parken, Copenhague                  |
| 20:45 (UTC+2)         |           | Relatório |         | Público: 35 648 Árbitro: SCO William Collum |

| 4 de setembro de 2015 | Sérvia                       | 2 – 0     | Armênia | Estádio Karađorđe, Novi Sad                 |
| 20:45 (UTC+2)         | Hayrapetyan 22' · Ljajić 53' | Relatório |         | Público: 0[F] Árbitro: CZE Miroslav Zelinka |

| 7 de setembro de 2015 | Armênia | 0 – 0     | Dinamarca | Estádio Republicano, Erevan                   |
| 20:00 (UTC+4)         |         | Relatório |           | Público: 7 500 Árbitro: NOR Svein Oddvar Moen |

| 7 de setembro de 2015 | Albânia | 0 – 1     | Portugal            | Elbasani Arena, Elbasani                    |
| 20:45 (UTC+2)         |         | Relatório | Miguel Veloso 90+2' | Público: 12 121 Árbitro: SWE Jonas Eriksson |

| 8 de outubro de 2015 | Albânia | 0 – 2     | Sérvia                       | Elbasani Arena, Elbasani                    |
| 20:45 (UTC+2)        |         | Relatório | Kolarov 90+1' · Ljajić 90+4' | Público: 12 330 Árbitro: ITA Nicola Rizzoli |

| 8 de outubro de 2015 | Portugal          | 1 – 0     | Dinamarca | Estádio Municipal de Braga, Braga             |
| 19:45 (UTC+1)        | João Moutinho 66' | Relatório |           | Público: 29 860 Árbitro: ENG Mark Clattenburg |

| 11 de outubro de 2015 | Armênia | 0 – 3     | Albânia                                     | Estádio Republicano, Erevan                  |
| 20:00 (UTC+4)         |         | Relatório | Hovhannisyan 9' · Djimsiti 23' · Sadiku 76' | Público: 4 700 Árbitro: POL Szymon Marciniak |

| 11 de outubro de 2015 | Sérvia    | 1 – 2     | Portugal                    | Estádio Partizan, Belgrado                           |
| 18:00 (UTC+2)         | Tošić 65' | Relatório | Nani 5' · João Moutinho 78' | Público: 7 485 Árbitro: ESP David Fernández Borbalán |

Notas
- F. ^ : Jogo interrompido aos 41 minutos da primeira etapa após um drone invadir o gramado carregando uma bandeira albanesa, com o escrito "Autochthonous", fazendo referência a autonomia do país.[10] Em 24 de outubro de 2014 a UEFA decidiu declarar que os jogadores da Albânia abandonaram o jogo, tirando 3 pontos dos Albaneses, desta maneira foi concedida a vitória por 3–0 a favor da Sérvia. A Sérvia também teve 3 pontos deduzidos pelo também envolvimentos na confusão. Os Sérvios também foram condenados a disputar os seus jogos em casa com os portões fechados.[11] Em 10 de julho de 2015, o Tribunal Arbitral do Desporto rejeitou o recurso interposto pela Federação Sérvia e confirmou parcialmente o recurso interposto pela federação albanesa, o que significa que o jogo foi perdido pela Sérvia com 0-3 e eles ainda são deduzidos três pontos.

### Melhores terceiros colocados
O melhor terceiro colocado se classifica diretamente para Campeonato Europeu de Futebol de 2016. Os oito piores terceiros colocados também se classificam para a repescagem para se classificar. Para não prejudicar o terceiro colocado do grupo I que é o único grupo com 5 times, os pontos somados contra a última equipe de cada grupo não serão contados na hora de decidir os melhores terceiros colocados.

##### Critérios de desempate
1. Maior número de pontos
2. Maior saldo de gols
3. Maior número de gols marcados
4. Maior número de gols marcados fora de casa
5. Posição no ranking de coeficiente da UEFA
6. Ranking de Fair play da competição
7. Sorteio

| Pos | Grp | Equipe               | Pts | J | V | E | D | GP | GC | SG | Classificado                     |
| --- | --- | -------------------- | --- | - | - | - | - | -- | -- | -- | -------------------------------- |
| 1   | A   | Turquia              | 16  | 8 | 5 | 1 | 2 | 12 | 7  | +5 | Qualificado para o Eurocopa 2016 |
| 2   | F   | Hungria              | 15  | 8 | 4 | 3 | 1 | 8  | 5  | +3 | Avança para os play-offs         |
| 3   | C   | Ucrânia              | 13  | 8 | 4 | 1 | 3 | 11 | 4  | +7 | Avança para os play-offs         |
| 4   | H   | Noruega              | 13  | 8 | 4 | 1 | 3 | 8  | 10 | −2 | Avança para os play-offs         |
| 5   | I   | Dinamarca            | 12  | 8 | 3 | 3 | 2 | 8  | 5  | +3 | Avança para os play-offs         |
| 6   | G   | Suécia               | 12  | 8 | 3 | 3 | 2 | 11 | 9  | +2 | Avança para os play-offs         |
| 7   | D   | Irlanda              | 12  | 8 | 3 | 3 | 2 | 8  | 7  | +1 | Avança para os play-offs         |
| 8   | B   | Bósnia e Herzegovina | 11  | 8 | 3 | 2 | 3 | 11 | 12 | −1 | Avança para os play-offs         |
| 9   | E   | Eslovénia            | 10  | 8 | 3 | 1 | 4 | 10 | 11 | −1 | Avança para os play-offs         |

## Repescagem
O sorteio para esta fase foi realizado em 18 de outubro de 2015 na sede da UEFA em Nyon na Suíça.
| Pote 1 (cabeças-de-série)                                                     | Pote 2 (não cabeças-de-série)                                     |
| ----------------------------------------------------------------------------- | ----------------------------------------------------------------- |
| - Bósnia e Herzegovina (09°) - Ucrânia (10°) - Suécia (12°) - Dinamarca (13°) | - Hungria (17°) - Irlanda (18°) - Eslovênia (21°) - Noruega (23°) |

### Partidas
| Equipe 1             | Total | Equipe 2  | 1.º jogo | 2.º jogo |
| -------------------- | ----- | --------- | -------- | -------- |
| Ucrânia              | 3–1   | Eslovênia | 2–0      | 1–1      |
| Suécia               | 4–3   | Dinamarca | 2–1      | 2–2      |
| Bósnia e Herzegovina | 1–3   | Irlanda   | 1–1      | 0–2      |
| Noruega              | 1–3   | Hungria   | 0–1      | 1–2      |

#### Partidas de ida
| 12 de novembro de 2015 | Noruega | 0 – 1     | Hungria          | Ullevaal Stadion, Oslo        |
| 20:45 (UTC+1)          |         | Relatório | Kleinheisler 26' | Árbitro: ENG Mark Clattenburg |

| Noruega | Hungria |

| 13 de novembro de 2015 | Bósnia e Herzegovina | 1 – 1     | Irlanda   | Bilino Polje, Zenica     |
| 20:45 (UTC+1)          | Džeko 85'            | Relatório | Brady 82' | Árbitro: GER Felix Brych |

| Bósnia e Herzegovina | Irlanda |

| 14 de novembro de 2015 | Ucrânia                       | 2 – 0     | Eslovênia | Arena Lviv, Lviv            |
| 18:00 (UTC+2)          | Yarmolenko 22' · Selezyov 54' | Relatório |           | Árbitro: SWE Jonas Eriksson |

| Ucrânia | Eslovénia |

| 14 de novembro de 2015 | Suécia                              | 2 – 1     | Dinamarca     | Friends Arena, Solna        |
| 20:45 (UTC+2)          | Fosberg 45' · Ibrahimović 50' (pen) | Relatório | Jørgensen 80' | Árbitro: ITA Nicola Rizzoli |

| Suécia | Dinamarca |

#### Partidas de volta
| 15 de novembro de 2015 | Hungria                     | 2 – 1     | Noruega       | Groupama Arena, Budapeste            |
| 20:45 (UTC+1)          | Priskin 14' · Henriksen 83' | Relatório | Henriksen 87' | Árbitro: ESP Carlos Velasco Carballo |

| Hungria | Noruega |

Hungria venceu por 3–1 no placar agregado e avançou a Euro 2016.
| 16 de novembro de 2015 | Irlanda          | 2 – 0     | Bósnia e Herzegovina | Aviva Stadium, Dublin      |
| 20:45 (UTC+0)          | Walters 24', 70' | Relatório |                      | Árbitro: NED Björn Kuipers |

Irlanda venceu por 3–1 no placar agregado e avançou a Euro 2016.
| 17 de novembro de 2015 | Eslovênia | 1 – 1     | Ucrânia          | Stadion Ljudski vrt, Maribor |
| 20:45 (UTC+1)          | Cesar 11' | Relatório | Yarmolenko 90+7' | Árbitro: TUR Cüneyt Çakır    |

Ucrânia venceu por 3–1 no placar agregado e avançou a Euro 2016.
| 17 de novembro de 2015 | Dinamarca                       | 2 – 2     | Suécia               | Estádio Parken, Copenhagen   |
| 20:45 (UTC+2)          | Poulsen 82' · Vestergaard 90+1' | Relatório | Ibrahimović 19', 76' | Árbitro: ENG Martin Atkinson |

Suécia venceu por 4–3 no placar agregado e avançou a Euro 2016.

## Equipes qualificadas
Em negrito estão as edições em que a seleção foi campeã em itálico estão as edições em que a seleção foi anfitriã.
| País             | Qualificado como       | Data de Qualificação   | Participações anteriores na Euro                                                |
| ---------------- | ---------------------- | ---------------------- | ------------------------------------------------------------------------------- |
| França           | Anfitrião              | 28 de maio de 2010     | 08 (1960 , 1984 , 1992 , 1996 , 2000 , 2004 , 2008 , 2012)                      |
| Tchéquia [a]     | Vencedor Grupo A       | 6 de setembro de 2015  | 08 (1960 , 1976 , 1980 , 1996 , 2000 , 2004 , 2008 , 2012)                      |
| Bélgica          | Vencedor Grupo B       | 10 de outubro de 2015  | 04 (1972 , 1980 , 1984 , 2000)                                                  |
| Espanha          | Vencedor Grupo C       | 9 de outubro de 2015   | 10 (1964 , 1980 , 1984 , 1988 , 1996 , 2000 , 2004 , 2008 , 2012)               |
| Alemanha         | Vencedor Grupo D       | 11 de outubro de 2015  | 11 (1972 , 1976 , 1980 , 1984 , 1988 , 1992 , 1996 , 2000 , 2004 , 2008 , 2012) |
| Inglaterra       | Vencedor Grupo E       | 5 de setembro de 2015  | 08 (1968 , 1980 , 1988 , 1992 , 1996 , 2000 , 2004 , 2012)                      |
| Irlanda do Norte | Vencedor Grupo F       | 8 de outubro de 2015   | 00 Estreante                                                                    |
| Áustria          | Vencedor Grupo G       | 8 de setembro de 2015  | 01 (2008)                                                                       |
| Itália           | Vencedor Grupo H       | 10 de outubro de 2015  | 08 (1968 , 1980 , 1988 , 1996 , 2000 , 2004 , 2008 , 2012)                      |
| Portugal         | Vencedor Grupo I       | 8 de outubro de 2015   | 06 (1984 , 1996 , 2000 , 2004 , 2008 , 2012)                                    |
| Islândia         | 2º colocado Grupo A    | 6 de setembro de 2015  | 00 Estreante                                                                    |
| País de Gales    | 2º colocado Grupo B    | 10 de outubro de 2015  | 00 Estreante                                                                    |
| Eslováquia       | 2º colocado Grupo C    | 12 de outubro de 2015  | 00 Estreante                                                                    |
| Polónia          | 2º colocado Grupo D    | 11 de outubro de 2015  | 02 (2008 , 2012)                                                                |
| Suíça            | 2º colocado Grupo E    | 9 de outubro de 2015   | 03 (1996 , 2004 , 2008)                                                         |
| Romênia          | 2º colocado Grupo F    | 11 de outubro de 2015  | 04 (1984 , 1996 , 2000 , 2008)                                                  |
| Rússia [b]       | 2º colocado Grupo G    | 12 de outubro de 2015  | 10 (1960 , 1964 , 1968 , 1972 , 1988 , 1992 , 1996 , 2004 , 2008 , 2012)        |
| Croácia          | 2º colocado Grupo H    | 13 de outubro de 2015  | 04 (1996 , 2004 , 2008 , 2012)                                                  |
| Albânia          | 2º colocado Grupo I    | 11 de outubro de 2015  | 00 Estreante                                                                    |
| Turquia          | Melhor 3° colocado     | 13 de outubro de 2015  | 03 (1996 , 2000 , 2008)                                                         |
| Hungria          | Vencedor da repescagem | 15 de novembro de 2015 | 02 (1964 , 1972)                                                                |
| Irlanda          | Vencedor da repescagem | 16 de novembro de 2015 | 02 (1988 , 2012)                                                                |
| Suécia           | Vencedor da repescagem | 17 de novembro de 2015 | 05 (1992 , 2000 , 2004 , 2008 , 2012)                                           |
| Ucrânia          | Vencedor da repescagem | 17 de novembro de 2015 | 01 (2012)                                                                       |

Notas
[a] ^ : A República Tcheca pelo período de 1960-80 competiu como Tchecoslováquia.
[b] ^ : A Rússia pelo perído de 1960-92 competiu como URSS.

## Estatísticas
Atualizado em 14 de outubro de 2015, 01h19
| Pos. | Jogador             | País                 | Gols | Tempo jogando |
| ---- | ------------------- | -------------------- | ---- | ------------- |
| 1    | Robert Lewandowski  | Polónia              | 13   | 876'          |
| 2    | Zlatan Ibrahimović  | Suécia               | 11   | 814'          |
| 3    | Thomas Müller       | Alemanha             | 9    | 806'          |
| 4    | Artem Dzyuba        | Rússia               | 8    | 581'          |
| 4    | Edin Džeko          | Bósnia e Herzegovina | 8    | 788'          |
| 6    | Wayne Rooney        | Inglaterra           | 7    | 669'          |
| 6    | Marc Janko          | Áustria              | 7    | 675'          |
| 6    | Kyle Lafferty       | Irlanda do Norte     | 7    | 752'          |
| 6    | Steven Fletcher     | Escócia              | 7    | 789'          |
| 6    | Gareth Bale         | País de Gales        | 7    | 897'          |
| 11   | Danny Welbeck       | Inglaterra           | 6    | 403'          |
| 11   | Arkadiusz Milik     | Polónia              | 6    | 745'          |
| 11   | Milivoje Novakovič  | Eslovênia            | 6    | 778'          |
| 11   | Ivan Perišić        | Croácia              | 6    | 779'          |
| 11   | Gylfi Sigurdsson    | Islândia             | 6    | 889'          |
| 11   | Andriy Yarmolenko   | Ucrânia              | 6    | 1055'         |
| 17   | Omer Damari         | Israel               | 5    | 356'          |
| 17   | Paco Alcácer        | Espanha              | 5    | 442'          |
| 17   | Robbie Keane        | Irlanda              | 5    | 472'          |
| 17   | Cristiano Ronaldo   | Portugal             | 5    | 540'          |
| 17   | Klaas-Jan Huntelaar | Países Baixos        | 5    | 565'          |
| 17   | Shaun Maloney       | Escócia              | 5    | 719'          |
| 17   | Eden Hazard         | Bélgica              | 5    | 751'          |
| 17   | Marek Hamšík        | Eslováquia           | 5    | 861'          |
| 17   | Kevin De Bruyne     | Bélgica              | 5    | 899'          |
| 17   | Jonathan Walters    | Irlanda              | 5    | 900'          |

| Pos.               | Jogador             | País                 | Assist. | Tempo jogando |
| ------------------ | ------------------- | -------------------- | ------- | ------------- |
| 1                  | Arkadiusz Milik     | Polónia              | 6       | 745'          |
| 1                  | Vladimír Weiss      | Eslováquia           | 6       | 583'          |
| 1                  | Senad Lulić         | Bósnia e Herzegovina | 6       | 882'          |
| 4                  | Xherdan Shaqiri     | Suíça                | 5       | 765'          |
| 5                  | Robert Lewandowski  | Polónia              | 4       | 876'          |
| 5                  | Shaun Maloney       | Escócia              | 4       | 719'          |
| 5                  | Kamil Grosicki      | Polónia              | 4       | 735'          |
| 5                  | Martin Harnik       | Áustria              | 4       | 794'          |
| 5                  | Eran Zahavi         | Israel               | 4       | 815'          |
| 5                  | Breel Embolo        | Suíça                | 4       | 205'          |
| 5                  | Niall McGinn        | Irlanda do Norte     | 4       | 422'          |
| 5                  | Krzysztof Mączyński | Polónia              | 4       | 586'          |
| 5                  | Valter Birsa        | Eslovênia            | 4       | 642'          |
| 5                  | Ivan Rakitić        | Croácia              | 4       | 864'          |
| 15                 | Ivan Perišić        | Croácia              | 3       | 799'          |
| Gylfi Sigurdsson   | Islândia            | 889'                 | 3       |               |
| Kevin De Bruyne    | Bélgica             | 899'                 | 3       |               |
| David Alaba        | Áustria             | 686'                 | 3       |               |
| Max Kruse          | Alemanha            | 185'                 | 3       |               |
| Dries Mertens      | Bélgica             | 394'                 | 3       |               |
| Dimitris Christofi | Chipre              | 442'                 | 3       |               |
| David Silva        | Espanha             | 597'                 | 3       |               |
| Fabian Schär       | Suíça               | 540'                 | 3       |               |
| Raheem Sterling    | Inglaterra          | 606'                 | 3       |               |
| Nicklas Bendtner   | Dinamarca           | 718'                 | 3       |               |
| Arda Turan         | Turquia             | 773'                 | 3       |               |
| Ox-Chamberlain     | Inglaterra          | 343'                 | 3       |               |
| Jimmy Durmaz       | Suécia              | 509'                 | 3       |               |
| Jordi Alba         | Espanha             | 723'                 | 3       |               |
| Wesley Sneijder    | Países Baixos       | 846'                 | 3       |               |